# 더글러스 맥아더의 해임

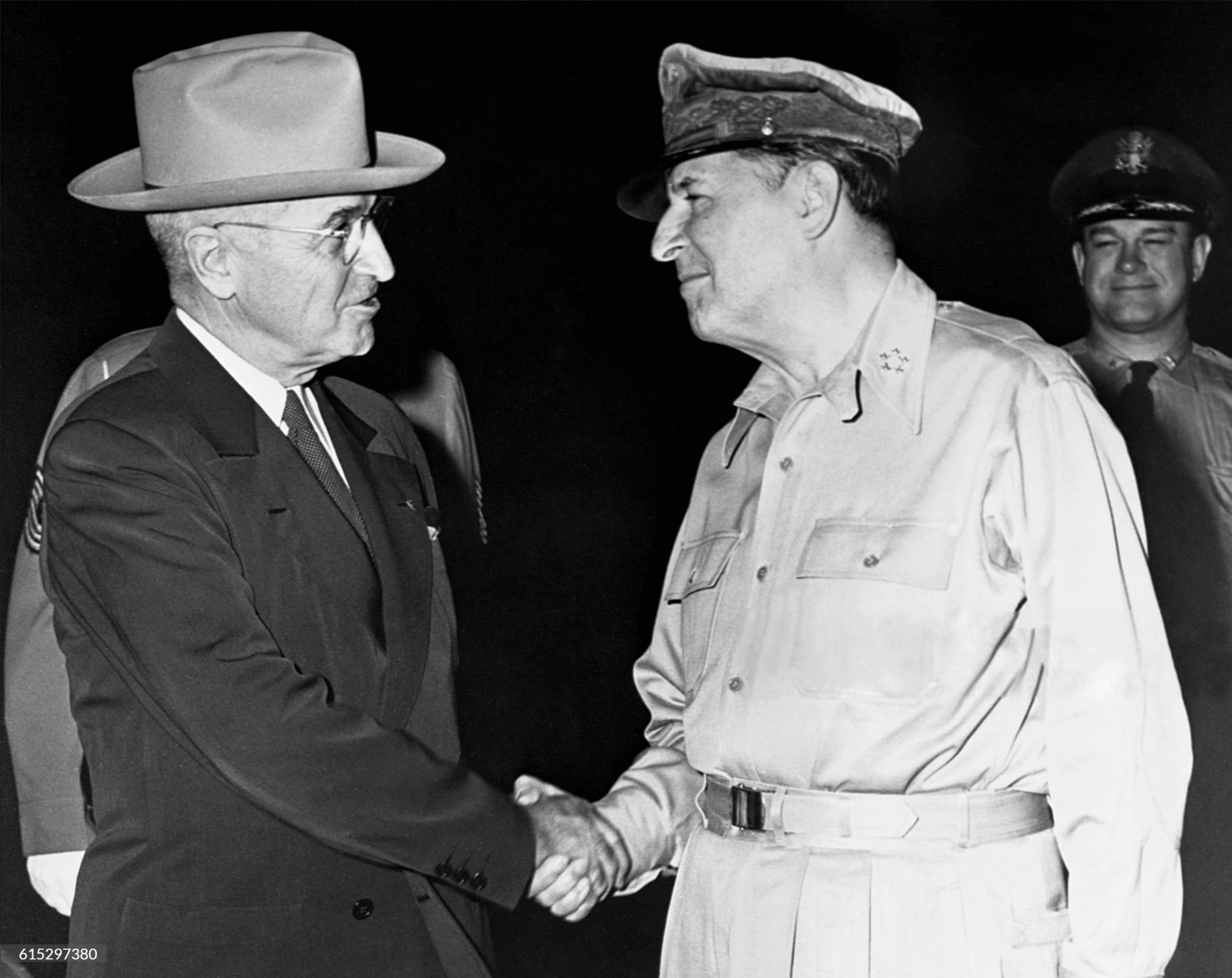
웨이크섬 회담에서 해리 S. 트루먼 미국 대통령과 악수하는 더글러스 맥아더 육군 원수. 트루먼이 맥아더를 해임하기 7개월 전이다.

해리 S. 트루먼 미국 대통령은 1951년 4월 11일, 더글러스 맥아더 육군 원수가 행정부 정책에 반대하는 공개 발언을 한 후 그를 지휘관에서 해임했다. 맥아더는 제2차 세계 대전의 인기 있는 영웅이었고, 당시 6.25 전쟁에서 싸우는 유엔군사령부의 사령관이었으며, 그의 해임은 민군 관계 분야에서 여전히 논쟁적인 주제로 남아있다.
맥아더는 제2차 세계 대전 동안 남서태평양 전구에서 연합군을 이끌었고, 전쟁 후에는 연합군 점령하 일본을 담당했다. 후자의 역할에서 맥아더는 일본의 민간 행정에 상당한 권한을 축적할 수 있었다. 결국 그는 미군에서 현역 장군으로 활동하면서 전례 없고 다시 반복되지 않을 정도의 정치적 경험을 얻었다.
1950년 6월 북한이 남한을 침공하여 6.25 전쟁이 시작되자, 맥아더는 남한을 방어하는 유엔군의 사령관으로 임명되었다. 그는 1950년 9월 15일 인천 상륙 작전을 구상하고 실행했지만, 트루먼의 명령에 따라 승리 후 북한에 대한 전면적인 침공을 단행하자, 중국이 일련의 패배를 안겨주어 그를 북한에서 철수하게 만들었다. 1951년 4월까지 군사 상황은 안정되었지만, 맥아더는 행정부의 정책을 공개적으로 비판했고, 이는 트루먼이 맥아더를 해임하는 결과를 낳았다.
비정치적인 군대는 미국의 전통이다. 문민통제의 원칙 또한 깊이 뿌리박혀 있었다. 문민통제는 총사령관으로서의 대통령과 군대를 모으고 해군을 유지하며 전쟁을 선포할 권한을 가진 의회 간의 헌법적 권력 분할을 고려할 때 문제였다. 또한 이 시기는 군사 기술의 복잡성 증가로 전문 군대가 창설되고 미군이 해외에 대규모로 파견된 시대였다.
미국 상원의 미국 상원 군사위원회와 미국 상원 외교위원회는 군사 상황과 맥아더 해임에 대한 공동 조사를 실시했고, "맥아더 장군의 해임은 대통령의 헌법적 권한 내에 있었지만, 그 상황은 국민적 자존심에 충격을 주었다"고 결론 내렸다. 맥아더가 의회와 개인적으로 소통하여 "대통령의 권위를 존중하지 않음"을 이유로 해임됨으로써 트루먼은 대통령의 최고 역할을 지지했다.

## 배경

### 해리 트루먼
프랭클린 D. 루스벨트가 사망한 1945년에 해리 S. 트루먼은 미국 대통령이 되었고, 1948년 대통령 선거에서 예상치 못한 승리를 거두었다. 그는 1897년 이후 대학 학위 없이 대통령직을 수행한 유일한 대통령이었다. 비록 고등 교육을 받지 않았지만, 트루먼은 독서를 많이 했다. 1901년 고등학교 친구들이 주립 대학교에 진학할 때, 그는 지역 상업 학교에 등록했지만 한 학기밖에 다니지 못했다. 나중에 캔자스시티 로스쿨에서 야간 강좌를 들었지만 중퇴했다. 트루먼은 웨스트포인트에 입학하려 했지만, 시력이 나빠서 거부되었다. 그는 제1차 세계 대전 중 포병 복무를 자랑스러워했고, 예비역 장교직을 계속 유지하여 결국 대령 계급에 도달했다.
트루먼은 직업 군인 대신 두 명의 주방위군인 해리 H. 본과 루이스 H. 렌프로를 자신의 군사 보좌관으로 선택했다. 트루먼은 한때 미군이 어떻게 "로버트 E. 리, 존 J. 퍼싱, 아이젠하워, 브래들리와 같은 인물들을 배출하면서 동시에 조지 A. 커스터, 패튼, 그리고 맥아더를 배출할 수 있는지" 이해할 수 없다고 말했다.
1949년 제독들의 반란 동안 여러 해군 장교들이 해군 항공 및 수륙양용전 능력 감축에 대한 행정부 정책에 공개적으로 반대했고, 이는 해군작전부장인 루이스 덴펠드 제독의 해임과 포레스트 셔먼 제독으로의 교체를 초래했다. 1949년 10월 미국 하원 군사위원회의 사건 조사 증언에서 합동참모본부 의장 오마 브래들리 장군은 또 다른 대규모 수륙양용 작전은 없을 것이라고 의심했다.

### 더글러스 맥아더
육군 원수 더글러스 맥아더는 위상과 연공서열에서 육군 최고의 장군이었다. 남북 전쟁 중 공로로 명예훈장을 받은 아서 매카서 주니어 중장의 아들이었던 그는 1903년 웨스트포인트에서 수석 졸업했지만, 1908년 공병 과정을 제외하고는 고급 군사 학교에 다닌 적이 없었다. 그는 제1차 세계 대전에서 뛰어난 전투 기록을 세웠고, 1930년부터 1935년까지 미국 육군참모총장을 역임하며 허버트 후버 대통령과 프랭클린 D. 루스벨트 대통령과 긴밀히 협력했지만, 군사 예산 문제로 가끔 충돌하기도 했다. 그는 나중에 루스벨트의 "비범한 자제력"을 트루먼의 "격렬한 성미와 통제 불능한 격노 발작"과 비교할 것이다.
멕시코와 유럽에서의 제1차 세계 대전 참전 기간을 제외하고, 그의 해외 근무는 아시아와 태평양에 있었다. 제2차 세계 대전 동안 그는 국가적 영웅이 되었고, 바탄 전투에서 필리핀 방어에 실패한 공로로 명예훈장을 받았다. 그는 뉴기니 전역과 필리핀 전역에서 연합군을 지휘했으며, 필리핀으로 돌아오겠다는 유명한 약속을 지켰다. 1944년과 1948년에 그는 공화당 대통령 후보로 고려되었다. 전쟁 후, 연합군 최고사령관으로서 그는 연합군 점령하 일본을 감독하고 그 나라의 전후 정치 및 사회 변혁에 중요한 역할을 했다.
1950년까지 일본 점령은 마무리되고 있었지만, 맥아더는 트루먼에 의해 1945년에 임명된 극동사령관으로 일본에 남아있었다. 맥아더는 국방 예산의 대폭 삭감에 대처해야 했으며, 그로 인해 그의 병력 수는 1947년 300,000명에서 1948년 142,000명으로 감소했다. 그의 항의에도 불구하고 추가적인 감축이 이어졌고, 1950년 6월까지 그의 극동사령부에는 108,000명만이 남아있었다. 자금 및 인력 감축은 사용 가능한 장비 부족을 야기했다. 극동사령부의 지프 18,000대 중 10,000대가 사용 불가능했고, 2+1⁄2톤 6x6 트럭 13,780대 중 4,441대만이 사용 가능했다. 긍정적인 측면은, 극동사령부가 태평양 전역에 버려진 재고에서 전쟁 물자를 회수하고 재정비하는 프로그램을 시작했다는 것이다. 이는 많은 귀중한 물자와 장비를 회수했을 뿐만 아니라, 일본에서 유용한 수리 및 재건 산업을 창출했다. 한편, 점령 임무에서 벗어나면서 전투 훈련에 더 집중할 수 있게 되었다.

## 해임까지의 사건

### 6.25 전쟁

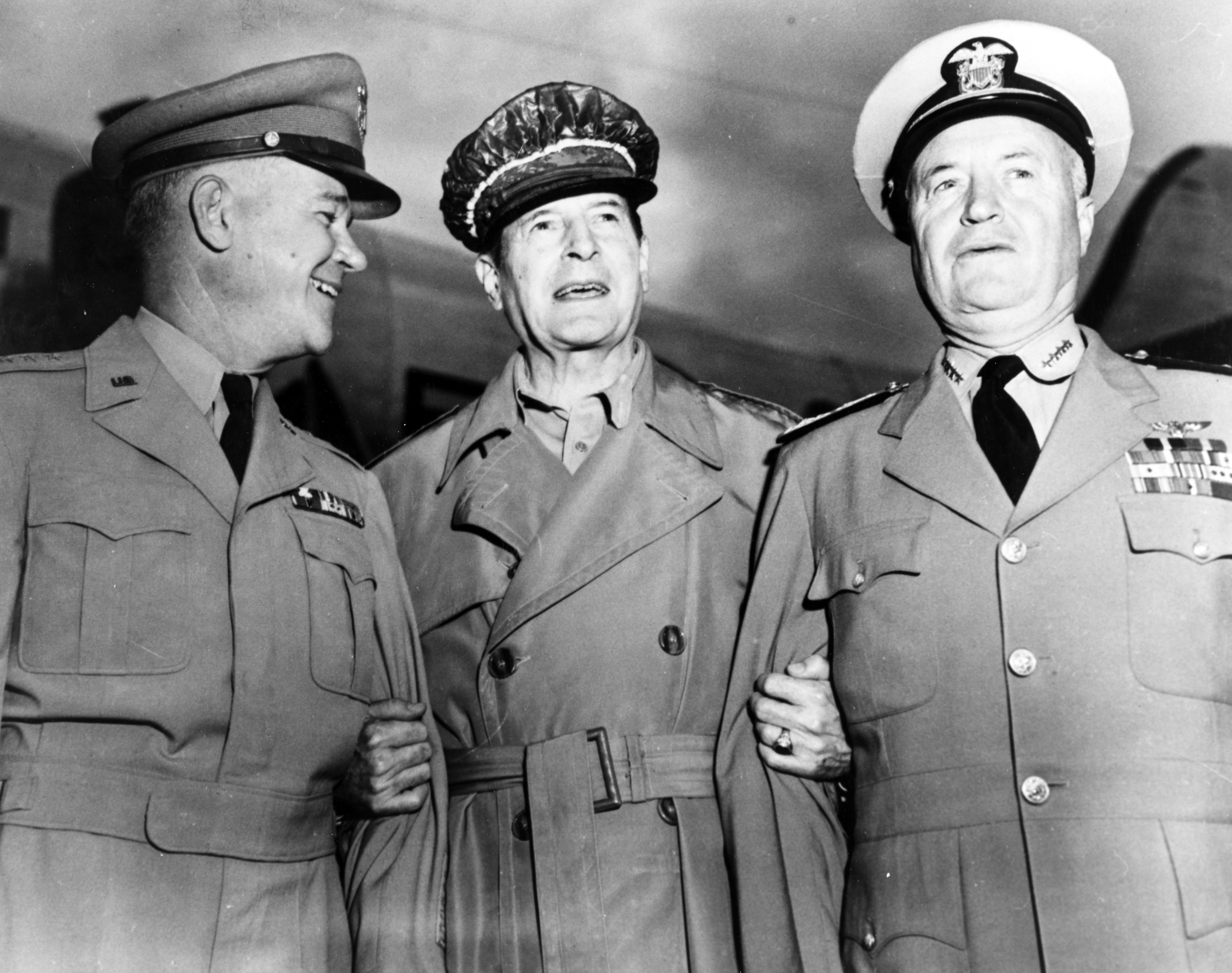
맥아더(중앙), J. 로턴 콜린스 육군 참모총장(왼쪽), 포레스트 셔먼 해군 작전부장(오른쪽)의 모습

북한은 1950년 6월 25일 남한을 침공하여 6.25 전쟁을 시작했다. 미군 군사고문단의 긴급 탄약 요청에 대한 응답으로, 맥아더는 자신의 주도로 당시 요코하마 항에 정박해 있던 수송선 MSTS Sgt. George D Keathley에 탄약을 싣고 부산으로 항해하도록 명령했다. 트루먼 대통령은 그날 블레어 하우스에서 합동참모본부와 다른 보좌관들과 만나 맥아더와 딘 애치슨 국무장관이 이미 취한 조치들을 승인했다. 6월 26일 저녁에 열린 또 다른 블레어 하우스 회의에서 남한 상황이 급격히 악화되고 있다는 보고 속에서 트루먼은 38선 남쪽의 군사 목표물에 대한 공군 및 해군력 사용을 승인했다.
이후 6월 27일, 유엔 안전 보장 이사회는 "유엔 회원국들이 무력 공격을 격퇴하고 해당 지역의 국제 평화와 안보를 회복하는 데 필요할 수 있는 지원을 대한민국에 제공할 것"을 권고하는 결의안 83을 통과시켰다. 남한의 수도인 서울은 6월 28일에 함락되었다. 다음 날, 트루먼은 맥아더가 이미 명령했던 38선 북쪽에서의 공군 및 해군 작전을 승인했다. 그러나 맥아더의 군사 상황에 대한 엄중한 보고 이후, 트루먼이 마침내 지상군 사용을 승인한 것은 6월 30일이 되어서였다.
7월 8일, 합동참모본부의 조언에 따라 트루먼은 맥아더를 남한 유엔군 사령관으로 임명했다. 그는 극동사령관이자 연합군 최고사령관으로 남아있었다. 맥아더는 나중에 "절망적인 후위 작전"이라고 묘사한 것에 일본 주둔군을 투입할 수밖에 없었다. 7월, 트루먼은 육군 참모총장 J. 로턴 콜린스 장군과 공군 참모총장 호이트 팬덴버그 장군을 상황 보고를 위해 파견했다. 그들은 7월 13일 도쿄에서 맥아더와 그의 참모장 에드워드 알몬드 소장을 만났다. 맥아더는 그들에게 "잘 무장하고, 잘 지휘되고, 전투 훈련을 받았으며, 때로는 우리 병력보다 20배나 많은" 북한군을 과소평가하는 위험성을 강조했다. 그는 먼저 북한군의 진격을 저지한 다음, 수륙양용 작전으로 북한군을 포위하여 반격할 것을 제안했지만, 시기는 미국으로부터의 증원군 도착에 달려 있었다.
브래들리는 1950년 7월 9일 합동참모본부 회의에서 아이젠하워의 선동으로 한국에서 핵무기 사용 가능성을 제기했지만, 그 아이디어에 대한 지지는 없었다. 육군 참모부는 도쿄의 콜린스에게 맥아더의 의견을 구할 것을 제안하는 전보를 보냈다. 7월 13일 전화 회의에서 찰스 L. 볼테 소장은 핵무기 파견을 제안했다. 맥아더는 이미 북한 도시에 대한 공군 폭격 제안을 거절했으며, 원자 폭탄을 사용하여 교량과 터널을 파괴함으로써 북한을 고립시킬 수 있다고 제안했다. 육군 참모부는 이를 비현실적이라고 판단했다. 7월 28일, 합동참모본부는 대만에 대한 중국의 행동을 저지하기 위해 제9폭격비행단 소속의 핵 탑재 가능 B-29 폭격기 10대를 괌으로 파견하기로 결정했다. 트루먼은 한국에서 핵무기 사용을 고려하고 있다는 것을 공개적으로 부인했지만, 핵무기의 핵분열성 핵 없이 원자 폭탄을 괌으로 이전하는 것을 승인했다. 배치 과정은 순조롭지 않았다. 폭격기 중 하나가 8월 5일 캘리포니아 페어필드-수이선 공군기지에서 이륙 중 추락하여 임무 사령관인 로버트 F. 트래비스 준장을 포함한 18명이 사망했다. 나머지 9대의 폭격기는 9월 13일까지 괌에 머물다가 미국으로 돌아갔다. 폭탄 조립체는 그대로 남아있었다.
7월 13일 기자회견에서 트루먼은 미군이 38선을 넘어 북한으로 진격할 것인지 질문을 받았고, 그는 "그럴 필요가 있을 때 결정할 것"이라고 답했다. 극동담당 국무부 차관보 딘 러스크와 동북아시아 사무국장 존 M. 앨리슨을 포함한 그의 일부 보좌관들은 안보리 결의안 83이 북한 침공의 법적 근거를 제공한다고 주장했다. 조지 케넌과 폴 니체와 같은 다른 사람들은 이에 동의하지 않았다. 합법성과 함께 행정부는 유엔군이 그들의 국경에 접근할 경우 소련이나 중화인민공화국의 개입 위험도 고려해야 했다.

### 인천 상륙 작전
맥아더의 북한에 대한 수륙양용 작전 초기 목표는 남한 상황 악화로 인해 연기될 수밖에 없었다. 이는 그가 공격을 위해 할당된 병력인 제1기병사단을 낙동강 방어선 방어에 투입하도록 강요했고, 제8군은 8월에 그곳으로 후퇴했다. 맥아더는 1950년 9월 15일로 잠정적으로 예정된 수륙양용 작전 계획을 재개했다. 제임스 H. 도일 소장, 제1수륙양용단 사령관, 그리고 올리버 P. 스미스 소장, 제1해병사단 사령관과 같은 해군 및 해병대 장교들은 거대한 조수, 넓은 갯벌, 좁고 위험한 수로, 높은 방조벽이 특징인 인천의 제안된 상륙 해변에 경악했다. 오마 브래들리는 이를 "수륙양용 상륙 작전 장소로 선택된 최악의 장소"라고 불렀다. 인천-서울 지역은 주요 통신 중심지였지만, 상륙의 위험은 엄청났다. 콜린스와 셔먼은 맥아더로부터 계획에 대한 브리핑을 받기 위해 도쿄로 날아갔고, 맥아더는 "우리는 인천에 상륙할 것이고, 나는 그들을 분쇄할 것이다"라고 선언했다.

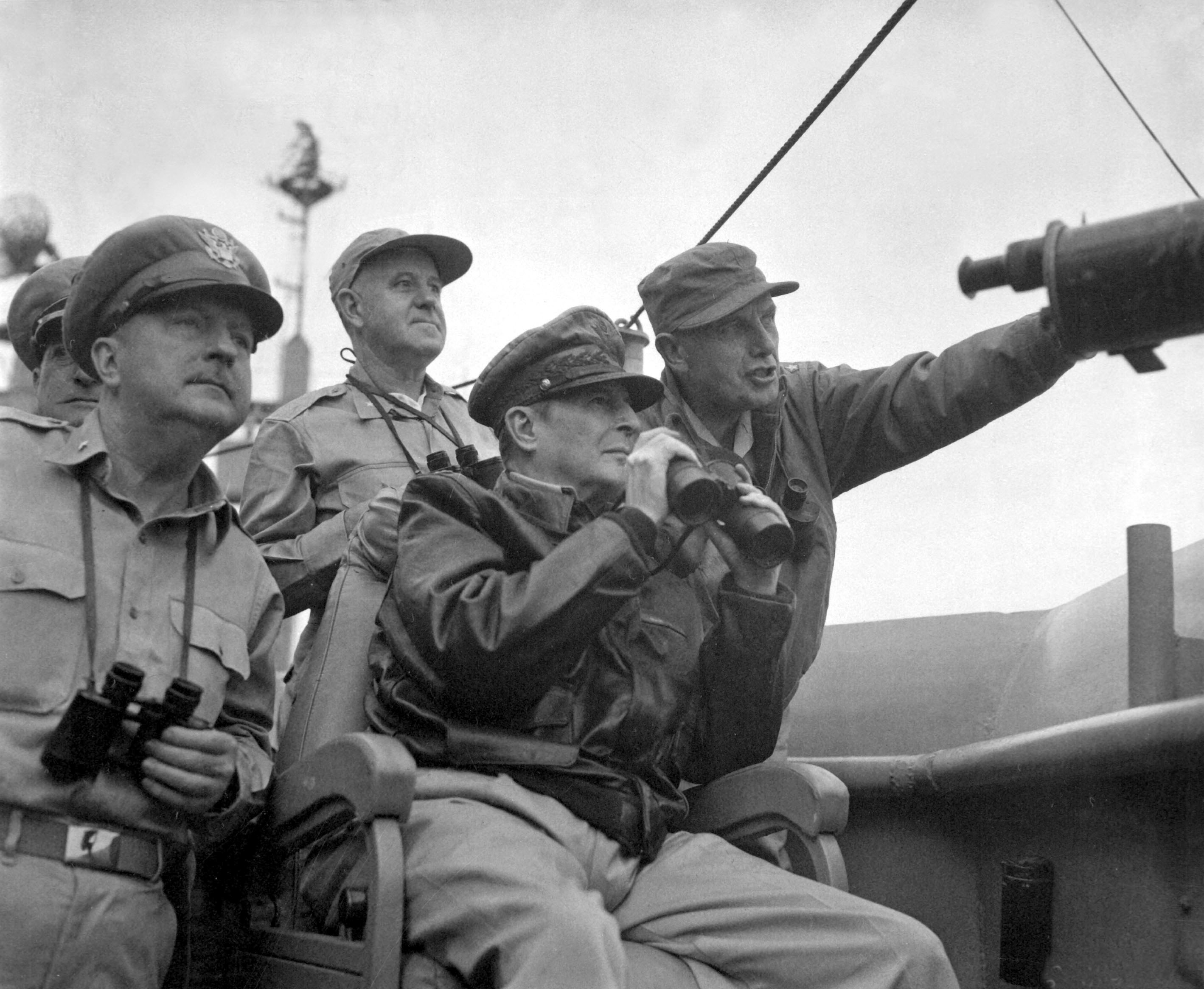
코트니 휘트니 준장(왼쪽), 더글러스 맥아더 육군 원수(앉음) 및 에드워드 알몬드 소장(오른쪽)이 에서 인천 포격을 관찰하고 있다.

맥아더는 1950년 8월 26일 시카고에서 열린 재향군인회 제51차 전국 집회에서 연설하도록 초청받았다. 그는 초청을 거절했지만, 대신에 읽혀질 성명을 보냈고, 거기서 그는 대만 섬에 대한 트루먼의 정책에 반대하며 다음과 같이 말했다. "우리가 유화와 패배주의를 옹호하는 사람들이 주장하는 낡은 논리인 포르모사(대만)를 방어하면 대륙 아시아를 멀리한다는 주장은 사실과 거리가 멀다." 트루먼은 "유화"라는 단어에 격노했고, 루이스 A. 존슨 국방장관과 맥아더 해임 가능성에 대해 논의했다. 존슨은 맥아더가 "우리 세대의 가장 위대한 장군 중 한 명, 아니 가장 위대한 장군"이라고 답했다. 트루먼은 존슨에게 맥아더에게 성명을 철회하라는 명령을 보내라고 했고, 존슨은 그렇게 했다. 그러나 이미 회의록에 기록되어 있었다. 결국 해임된 것은 맥아더가 아니라 존슨이었다. 트루먼은 존슨과 애치슨 국무장관과의 갈등에 짜증이 났었고, 존슨이 "내가 대통령으로 있는 한" 국방장관으로 남을 것이라고 말했지만, 존슨에게 사임을 요청했다. 공개적으로 존슨은 한국 전쟁 초기 패배와 준비 부족으로 이어진 국방비 삭감에 대한 많은 비난을 받았다. 그는 조지 마셜 육군 원수로 교체되었다.

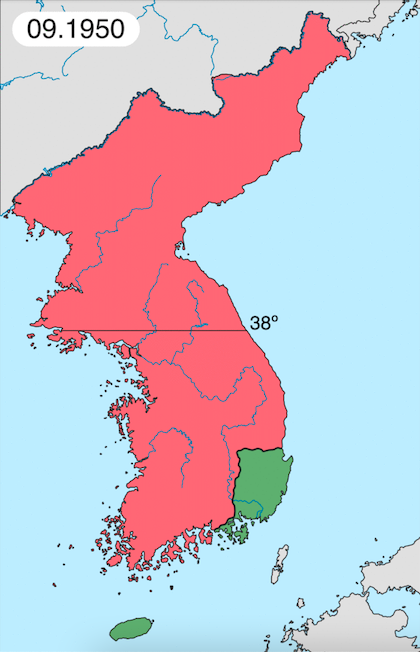
6.25 전쟁 1950년 9월 인천 상륙 작전 전

맥아더는 자신의 군사 목표가 북한군의 파괴라고 주장했다. 그럴 경우 38선 북쪽에서 작전이 필요할 것이었다. 비록 그의 참모차장 G-2인 찰스 A. 윌로비 소장은 8월 31일 중국과 북한 국경에 37개 중국 사단이 집결하고 있다고 경고했지만 말이다. 합동참모본부는 이 문제에 대해 맥아더에게 동의했다. 국가안보회의 문서는 38선 북쪽에서의 작전 합법성을 지지했다. 문서는 중국 및 러시아와의 국경 지역에서는 오직 남한군만 사용해야 한다고 권고했다. 소련이 개입할 경우, 맥아더는 즉시 38선으로 후퇴해야 했다. 그러나 중국이 개입할 경우, 그는 "유엔군에 의한 성공적인 저항의 합리적인 가능성이 있는 한" 계속 싸워야 했다. 트루먼은 9월 11일 이 보고서를 승인했지만, 맥아더는 국방장관 교체로 인해 이 사실을 알지 못했고, 9월 22일이 되어서야 통보받았다. 트루먼은 9월 21일 기자회견에서 북한에서의 작전을 수행하기로 결론 내렸는지 질문을 받았을 때, 그렇지 않다고 답했다.
그동안 맥아더의 인천 상륙 작전은 9월 15일에 진행되었다. 콜린스는 나중에 "인천의 성공과 그에 따른 맥아더 장군의 압도적인 명성은 너무나 커서, 참모총장들은 이후 장군의 계획과 결정에 대해 의문을 제기하는 것을 주저하게 만들었다"고 회상했다. 제8군이 38선에서 멈춰 유엔의 통과 허가를 기다릴 계획이라는 소문에 대응하여, 마셜은 맥아더에게 다음과 같은 메시지를 보냈다. "우리는 당신이 38선 북쪽으로 전술적, 전략적으로 제약 없이 진격하기를 바란다. 위에서 언급된 발표는 유엔에서 당혹감을 유발할 수 있다. 유엔은 통과에 대한 투표의 필요성에 직면하는 것보다, 당신이 군사적으로 그렇게 할 필요가 있다고 판단했음을 발견하는 것을 바라고 있기 때문이다." 며칠 후, 맥아더는 그의 병력이 38선을 넘었다는 발표를 하지 말라는 지시를 받았다. 10월 7일, 유엔 총회 결의안이 통과되었는데, 이는 북한 침공을 허용하는 것으로 광범위하게 해석될 수 있었다.

### 웨이크섬 회담
1950년 중간 선거가 다가오고, 트루먼이 한국에서 병사들이 싸우는 동안 노골적인 선거 운동을 자제하면서, 트루먼의 참모들, 특히 조지 엘시는 민주당을 위해 표를 얻을 또 다른 방법을 고안했다. 1944년 7월, 프랭클린 D. 루스벨트 대통령은 하와이로 가서 맥아더와 체스터 니미츠 제독을 만났다. 이 회의에서 루스벨트는 태평양 전쟁 마지막 해에 필리핀을 공격하기로 결정했다. 이는 선거의 해에 정치적 승리였고, 루스벨트가 태평양을 희생하여 유럽에 집착한다는 공화당의 주장을 반박했다.

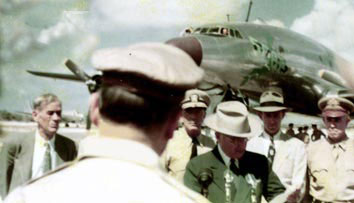
트루먼 대통령이 웨이크섬에서 맥아더의 특수근무훈장에 대한 네 번째 떡갈나무 잎장 수여 명목을 읽고 있다. 배경에는 왼쪽부터 찰스 로스 공보수석, 아서 래드포드 태평양 사령관, 프랭크 페이스 육군장관, 오마 브래들리 합동참모의장

트루먼은 맥아더를 만나기 위해 태평양으로 날아가는 것으로 이를 모방했다. 처음에는 트루먼이 홍보 행사를 싫어했기 때문에 이 아이디어에 열의가 없었지만, 1950년 10월, 부산과 인천에서의 승리 이후 트루먼은 맥아더와의 만남을 통해 자신의 승리 기여를 강조할 수 있다고 느꼈다. 하와이나 웨이크섬에서 만남을 제안하는 메시지가 맥아더에게 보내졌고, 맥아더는 "10월 15일 아침 웨이크섬에서 대통령을 만나게 되어 기쁘다"고 답했다. 맥아더는 대통령이 언론 매체를 데려올 것이라는 것을 알게 되자, 도쿄에서 특파원들을 데려올 수 있는지 물었다. 그의 요청은 거절되었다.
트루먼은 10월 15일 웨이크섬에 도착하여 전날 도착한 맥아더의 영접을 받았다. 맥아더는 경례 대신 대통령과 악수했고, 브래들리가 "모욕적"이라고 여긴 대통령과의 점심 식사 제안을 거절했다. 이것은 트루먼을 괴롭히지 않았다. 전 양복점 주인인 대통령을 짜증나게 한 것은 맥아더의 "20년 동안 사용된 듯한 기름진 스크램블드 에그 모자"였다. 의제도 구조도 없는 회의는 한편으로는 대통령과 그의 보좌관들, 다른 한편으로는 맥아더와 태평양 함대 사령관 아서 래드포드 제독 간의 자유로운 토론 형식으로 진행되었다. 논의된 주제에는 포모사, 필리핀, 베트남과 한국의 전쟁이 포함되었다. 맥아더는 "새로운 정책, 전쟁이나 국제 정치의 새로운 전략은 제안되거나 논의되지 않았다"고 언급했다. 특파원으로 참석했던 로버트 셰로드는 자신이 "정치적인 과시적인 행동만을 목격했다"고 느꼈다.
맥아더는 나중에 그에게 불리하게 사용될 발언을 했다. 대통령이 한국에서 소련이나 중국의 개입 가능성에 대해 물었을 때, 맥아더는 다음과 같이 답했다.
거의 없다. 그들이 첫 달이나 두 번째 달에 개입했다면 결정적이었을 것이다. 우리는 더 이상 그들의 개입을 두려워하지 않는다. 우리는 더 이상 모자를 손에 쥐고 서 있지 않는다. 중국은 만주에 300,000명의 병력을 보유하고 있다. 이들 중 아마 100,000–115,000명 이상이 압록강을 따라 배치되어 있다. 50,000–60,000명만이 압록강을 건널 수 있다. 그들은 공군이 없다. 이제 우리가 한국에 공군 기지를 가지고 있으므로, 만약 중국이 평양까지 내려오려 한다면 엄청난 학살이 일어날 것이다.
맥아더는 연말까지 제8군이 일본으로 철수할 수 있기를 희망했다. 브래들리가 유럽으로 한 사단을 보낼 수 있는지 묻자, 맥아더는 1월에 한 사단을 보낼 수 있다고 답했다. 사실 중국군은 이미 압록강을 건너 북한으로 진입하기 시작했고, 11월까지 180,000명이 그렇게 했다.

### 중국의 개입
웨이크섬에서 돌아온 맥아더는 자신의 약속을 현실로 만들라는 도전에 직면했다. 10월 24일, 그는 자신의 주요 부하들인 월턴 워커 중장 (제8군 사령관)과 에드워드 알몬드 소장 (제10군단 사령관)에게 "전력을 다해 전속력으로 진격하라"고 명령했다. 그는 또한 한국군 외의 병력이 중국 및 소련과의 국경을 따라 작전하는 것을 금지했던 조치를 해제했다. 콜린스는 이를 합동참모본부가 9월 27일에 내린 명령을 위반한 것으로 간주했지만, 맥아더는 이는 원 지시문의 표현대로 "정책 문제"일 뿐이라고 지적했다. 그는 이 문제가 웨이크섬에서 제기되었지만 아무도 기억하지 못했다고 덧붙였는데, 특히 트루먼은 이러한 논의를 알지 못했고 10월 26일 기자들에게 한국인이 국경 지역을 점령할 것이지 미국인이 아니라고 말했다. 며칠 내에 맥아더의 군대는 온정리 전투와 운산 전투에서 중국군과 조우했다.
트루먼은 1950년 11월과 12월 한국에서 발생한 군사적 패배 때문에 맥아더를 해임하지 않았다. 트루먼은 나중에 벌지 전투에서 드와이트 D. 아이젠하워 육군 원수가 겪었던 군사적 패배에 대해 그가 비난할 책임이 없다고 느꼈다고 진술했다. 그러나 이것이 그의 결정에 영향을 미치지 않았다는 의미는 아니다. 트루먼은 나중에 "그가 중국군의 침입을 알지 못한 채 북한으로 진격하기 전까지는 그를 위대한 전략가로 생각했다"고 회상했다.
중국군의 진격을 늦추기 위해 맥아더는 압록강을 가로지르는 다리를 폭격하도록 명령했다. 그의 고문들과 적절히 협의한 후, 트루먼은 그러한 행동을 승인하지 않을 것이라고 선언했고, 합동참모본부는 명령을 취소했다. 맥아더가 항의하자, 대통령과 합동참모본부는 중국 영공을 침범하지 않는다는 조건으로 폭격을 승인했다. 에밋 오도넬 소장은 나중에 맥아더 해임에 대한 의회 조사에서 이를 군사 작전에 대한 부당한 정치적 간섭의 예로 인용할 것이다. 압록강에는 많은 굽이가 있었고, 어떤 경우에는 압록강 상공을 비행하지 않고 접근할 수 있는 경로가 매우 제한적이었다. 이는 공산군 대공포 사수들에게는 쉬운 일이었지만, 공군 승무원들에게는 그만큼 어려웠다. 몇 주 안에 맥아더는 후퇴해야 했고, 트루먼과 맥아더 모두 한국을 완전히 포기할 가능성을 고려해야 했다.

### 핵무기
1950년 11월 30일 기자회견에서 트루먼은 핵무기 사용에 대해 질문을 받았다.
질문. 대통령님, 원자 폭탄에 대한 언급을 되돌아볼 수 있을까요? 원자 폭탄 사용이 적극적으로 고려되고 있다고 분명히 이해했습니까?

트루먼: 항상 그래왔다. 그것은 우리의 무기 중 하나다.

질문. 대통령님, 그것이 군사 목표물에 대한 사용을 의미합니까, 아니면 민간인—

트루먼: 그것은 군인들이 결정해야 할 문제다. 나는 그런 것을 판단하는 군사 당국이 아니다.

질문. 대통령님, 아마도 귀하의 발언을 직접 인용할 수 있도록 허락해 주시는 것이 더 좋을까요?

트루먼: 그렇게 생각하지 않는다—그것이 필요하다고 생각하지 않는다.

질문. 대통령님, 유엔 조치에 달려 있다고 말씀하셨습니다. 그것은 유엔의 허가 없이는 원자 폭탄을 사용하지 않을 것이라는 의미입니까?

트루먼: 아니다, 전혀 그런 의미가 아니다. 공산 중국에 대한 조치는 유엔의 조치에 달려 있다. 현장 군사 사령관이 항상 그래왔듯이 무기 사용을 담당할 것이다.

 이는 원자 무기 사용 권한이 이제 맥아더의 손에 달려 있다는 것을 시사했다. 트루먼의 백악관은 "오직 대통령만이 원자 폭탄 사용을 승인할 수 있으며, 그러한 승인은 주어지지 않았다"고 명확히 했지만, 이 발언은 국내외적으로 파문을 일으켰다. 트루먼은 제2차 세계 대전 이후 민군 관계에서 가장 민감한 문제 중 하나인 핵무기에 대한 문민통제 문제를 건드렸다. 이는 1946년 원자력법에 명시되어 있었다.

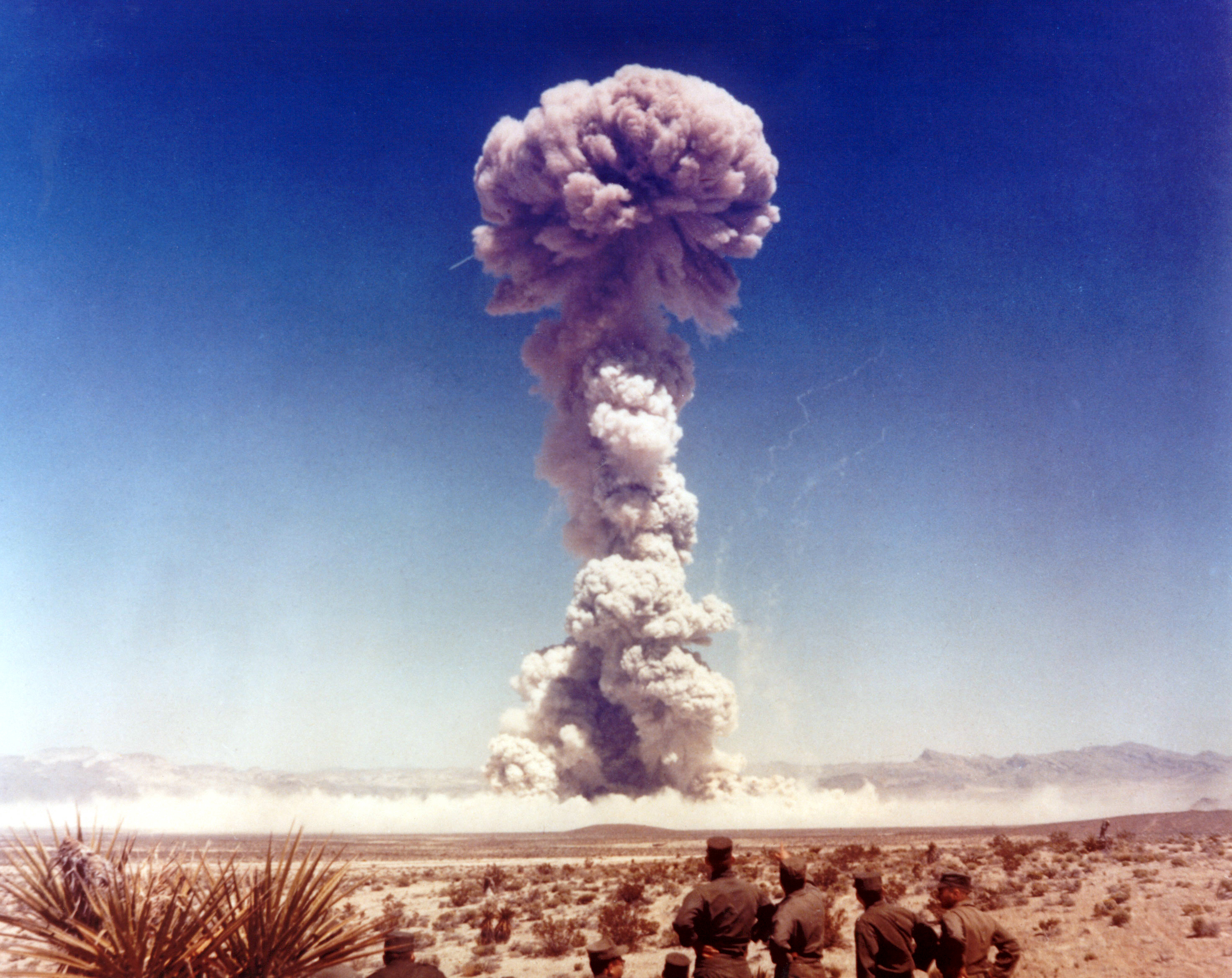
1951년 11월 버스터-쟁글 작전을 관찰하는 군 관계자들의 모습

1950년 12월 9일, 맥아더는 핵무기 사용에 대한 현장 지휘관의 재량권을 요청했으며, 그러한 사용은 한국 상황을 회복시키기 위함이 아니라 궁극적인 후퇴를 막기 위해서만 사용될 것이라고 증언했다. 1950년 12월 24일, 국방부의 공식 요청에 응답하여 맥아더는 한국, 만주 및 중국의 다른 지역에 있는 "지연 목표물" 목록을 제출했으며, 이를 위해 34개의 원자 폭탄이 필요할 것이라고 했다.
1950년 6월, 루이스 존슨은 방사성 물질의 잠재적 사용에 대한 연구를 발표했다. 코트니 휘트니 소장에 따르면, 맥아더는 1950년 12월 방사성 폐기물을 사용하여 북한을 봉쇄할 가능성을 고려했지만, 이를 합동참모본부에 제출하지 않았다. 그가 해임된 후, 앨버트 고어 하원 의원이 트루먼에게 유사한 제안을 했다. 1951년 1월, 맥아더는 핵무기 전방 배치 제안을 받아들이기를 거부했다.
1951년 4월 초, 합동참모본부는 극동 지역, 특히 폭격기와 잠수함에서 소련군의 증강에 대해 경고했다. 1951년 4월 5일, 그들은 중국군이 산둥반도에서 맥아더의 부대에 대한 공습을 시작할 경우, 만주와 산둥반도에 대한 공격을 승인하는 명령을 맥아더에게 초안했다. 다음 날 트루먼은 미국 원자력위원회 위원장 고든 딘을 만나, 9개의 마크 4 핵폭탄을 군사 통제 하에 이전하는 것을 주선했다. 딘은 맥아더에게 핵무기의 기술적 지식과 효과가 부족한 상태에서 핵무기 사용 방법에 대한 결정을 위임하는 것을 우려했다. 합동참모본부도 맥아더가 너무 성급하게 명령을 실행할까 봐 핵무기를 그에게 넘기는 것에 완전히 편안하지 않았다. 대신 그들은 핵 공격력이 전략공군사령부 (SAC)에 보고하도록 결정했다. 이번에는 폭격기들이 핵분열성 핵을 탑재하고 배치되었다. SAC는 공군 기지와 보급창을 공격할 의도가 없었다. 폭격기들은 북한과 중국의 산업 도시들을 목표로 할 것이었다. SAC 폭격기들의 괌 배치는 전쟁이 끝날 때까지 계속되었다.
맥아더가 핵무기 사용을 옹호했는지, 그리고 그의 합동참모본부 제출이 권고와 다름없었는지에 대한 논쟁이 있었다. 상원 조사에서 그는 핵무기 사용을 권고하지 않았다고 진술했다. 1960년, 맥아더는 트루먼이 핵무기 사용을 원했다는 발언에 대해 "한국 전쟁에서 원자 폭탄 폭격은 내 사령부나 워싱턴과의 어떤 통신에서도 논의된 적이 없다"고 반박했다. 트루먼은 그러한 주장에 대한 문서가 없음을 인정하며 단지 자신의 개인적인 의견을 제시한 것이라고 말했다. 1954년 1월 25일 짐 G. 루카스와 밥 콘사딘과의 인터뷰에서 맥아더는 1964년에 사후 출판되었는데, 다음과 같이 말했다.
내 인생의 모든 전역 중에서 정확히 20개의 주요 전역 중, 내가 가장 확신했지만 벌이지 못했던 전역이 바로 [한국]이었다. 나는 최대 10일 안에 한국 전쟁에서 승리할 수 있었다.... 나는 만주의 목줄에 걸쳐 있는 그의 공군 기지와 다른 보급창에 30에서 50개의 원자 폭탄을 투하했을 것이다.... 내 계획은 우리 수륙양용 부대가 남쪽으로 이동하면서 우리 뒤에—동해에서 황해까지—방사성 코발트 벨트를 펼치는 것이었다. 그것은 마차, 수레, 트럭, 비행기에서 뿌려질 수 있었다.... 적어도 60년 동안 북쪽에서 한국으로의 육상 침공은 불가능했을 것이다. 적은 그 방사능 벨트를 행군할 수 없었을 것이다.
1985년 리처드 닉슨은 히로시마·나가사키 원자폭탄 투하에 대해 맥아더와 나눈 대화를 회상했다.
맥아더는 한때 월도프에 있는 자신의 아파트에서 복도를 오가며 그것에 대해 매우 유창하게 이야기했다. 그는 폭탄이 터진 것은 비극이라고 생각했다. 맥아더는 원자 무기에도 재래식 무기와 동일한 제한이 적용되어야 하며, 군사적 목표는 항상 비전투원에 대한 피해를 제한해야 한다고 믿었다... 맥아더는 보시다시피 군인이었다. 그는 군사 목표에 대해서만 무력을 사용하는 것을 믿었고, 그래서 핵무기 문제는 그를 외면하게 만들었는데, 나는 그것이 그를 잘 말해준다고 생각한다.
쿠바 미사일 위기 동안 존 F. 케네디 대통령에게 준 맥아더의 조언은 케네디의 개인 군사 고문으로서 핵전쟁에 대한 그의 견해를 드러냈다. 1962년 8월 케네디가 소련이 쿠바에 핵무기를 수송했다는 정보를 입수한 후 백악관에서 맥아더와 케네디가 매우 긴 회의를 가졌을 때, 맥아더는 케네디에게 쿠바를 침공하거나 폭격하지 말고 쿠바에 핵무기를 사용하지 말라고 조언했다. 이는 수천 명의 소련 및 쿠바 병사들의 죽음을 초래했을 것이다. 그는 케네디에게 단순히 해상 봉쇄를 하라고 조언했고, 이는 두 달 후 위기가 정점에 달했을 때 케네디가 정확히 행한 일이었다. 그는 케네디에게 "전쟁의 가장 위대한 무기는 봉쇄"라고 말했다. "만약 전쟁이 일어난다면, 그것이 우리가 사용해야 할 무기이다." 맥아더와는 대조적으로, 합동참모본부의 모든 구성원과 EXCOMM의 대다수는 케네디에게 먼저 쿠바를 폭격하고 침공하라고 촉구했으며, 봉쇄는 약점을 보여 소련이 더 공격적이 되도록 유인할 것이라고 주장했다. 그들은 또한 미국이 선제 공격을 할 경우 소련이 군사적으로 대응한다면 쿠바에 핵무기를 사용해야 한다고 주장했다.

### 외압

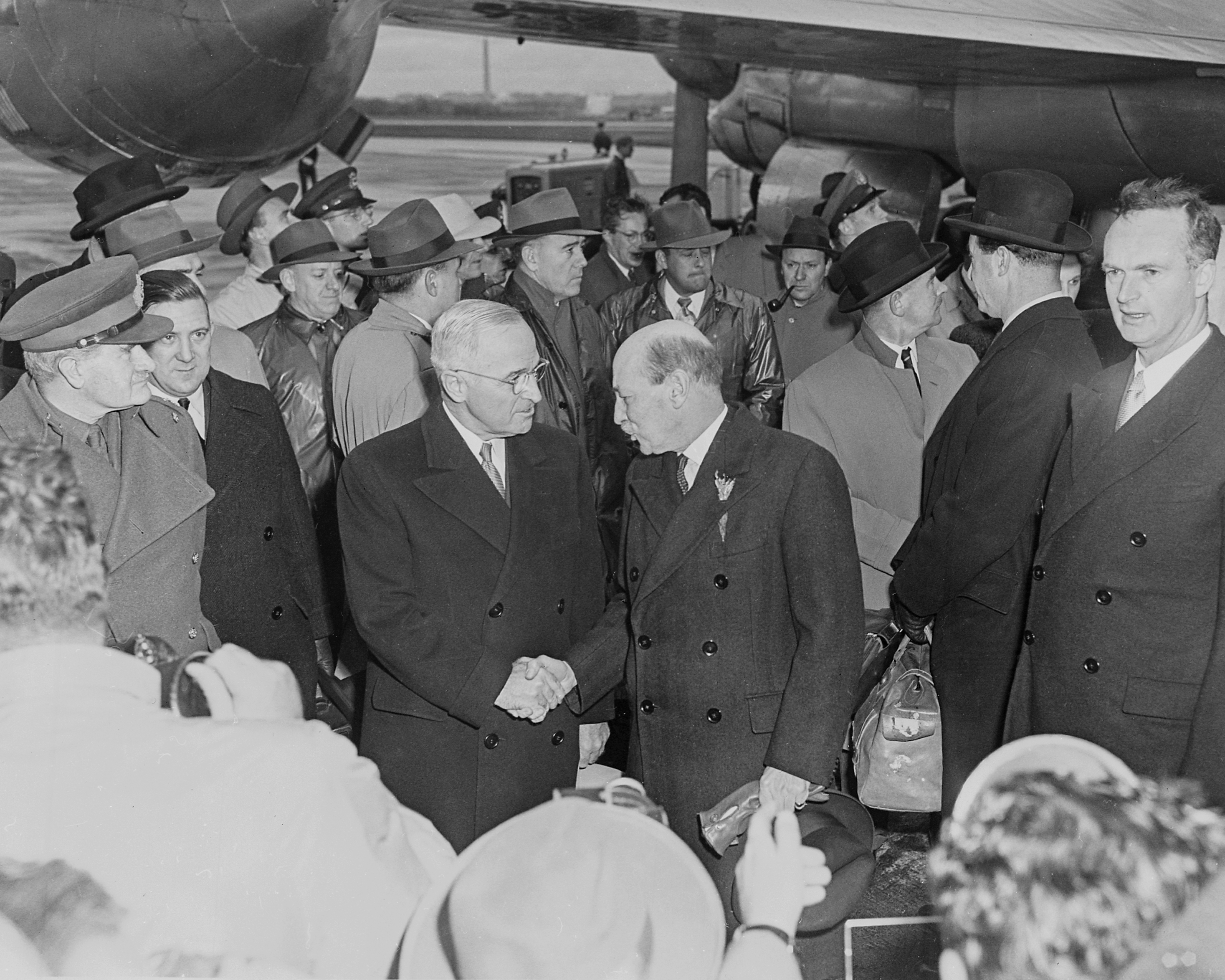
트루먼(전경, 왼쪽)이 한국 위기 회담을 위해 워싱턴 국립공항에 도착한 클레멘트 애틀리 영국 총리(전경, 오른쪽)를 맞이하고 있다. 또한 올리버 프랭크스 경 주미 영국 대사(오른쪽)와 윌리엄 슬림 경 육군 원수(왼쪽)도 참석했다. 트루먼과 애틀리가 어두운 양복을 입고 악수하고 있었는데 그들은 많은 사람들에게 둘러싸여 있으며, 모두 따뜻하게 옷을 입고 있다. 배경에는 프로펠러 항공기가 보인다.

클레멘트 애틀리 총리는 트루먼의 핵무기 실언에 특히 당황했으며, 영국 동의 없이 미국이 핵무기를 사용하지 않는다는 전시에 체결된 퀘벡 협정을 부활시키려 했다. 영국은 미국이 중국과의 전쟁에 휘말릴까 우려했다. 1950년 12월 미국 방문에서 애틀리는 영국 및 다른 유럽 정부들이 "맥아더 장군이 일을 주도하고 있다"는 우려를 제기했다. 세계 문제에서 아시아의 중요성에 대한 맥아더의 견해는 잘 알려져 있었기 때문에, 미국이 유럽에서 초점을 옮길까 봐 우려되었다. 이 경우, 맥아더는 영국혐오증이 제2차 세계 대전까지 거슬러 올라가는 브래들리에 의해 옹호되었다.
영국은 1951년 1월 미국이 한국에서 철수하는 것에 대해 이야기하기 시작하자 경각심을 가졌다. 영국은 유럽의 믿음과 단결을 유지하기 위해서는 부산 지역에 발판을 마련하는 것 이상이 아니더라도 한국에 일부 주둔군을 유지하는 것이 필수적이라고 주장했다. 다시 한번 브래들리는 맥아더를 옹호했지만, 그가 양국 관계에 골칫거리가 되었음은 분명했다. 영국과의 동맹 자체는 의회에서 인기가 없었다. 조지프 윌리엄 마틴 주니어 하원 소수당 원내대표는 트루먼이 애틀리의 영국을 따라 "정부의 노예화와 치명적인 부채"에 빠진다고 비난했다.

### 공개 성명
1950년 12월 1일, 맥아더는 기자로부터 압록강 건너편 중국군에 대한 작전 제한이 "효과적인 군사 작전에 장애가 되는지" 질문을 받았다. 그는 그것이 실제로 "군사 역사상 전례 없는 엄청난 장애물"이라고 답했다. 12월 6일, 트루먼은 모든 군 장교와 외교관들이 일상적인 성명을 제외한 모든 공개 성명을 국무부의 승인을 받도록 하고, "신문, 잡지 및 기타 홍보 매체와 군사 또는 외교 정책에 대한 직접적인 통신을 자제"하도록 요구하는 지시를 내렸다. 코트니 휘트니 소장은 맥아더에게 이것이 "공식적인 공개 성명에만 적용되며, 공문, 서신 또는 개인적인 대화에는 적용되지 않는다"는 법적 의견을 제시했다. 맥아더는 1951년 2월 13일과 3월 7일 기자 회견에서도 비슷한 발언을 했다.
1951년 2월과 3월, 전쟁의 흐름이 다시 바뀌기 시작했고, 맥아더의 부대는 북쪽으로 진격했다. 1월 4일에 함락되었던 서울은 3월 17일에 탈환되었다. 이는 워싱턴에서 중국과 북한이 휴전 협정에 동의할 수 있다는 희망을 불러일으켰고, 트루먼은 이에 대한 성명을 준비했다. 맥아더는 3월 20일 합동참모본부로부터 이 소식을 들었고, 새로 임명된 제8군 사령관 매슈 리지웨이 중장에게 정치적 제약이 곧 그의 제안된 작전에 한계를 부과할 수 있다고 경고했다. 3월 23일, 맥아더는 중국에 휴전을 제안하는 공보를 발표했다.
우리의 전술적 성공보다 훨씬 더 중요한 것은, 과장되고 허풍에 가득 찼던 새로운 적, 붉은 중국이 현대전을 수행하는 데 필요한 많은 중요한 품목들을 적절히 공급할 산업적 능력이 부족하다는 것이 분명히 드러났다는 점이다. 그들은 적당한 공군력과 해군력을 생산, 유지, 운용하는 데 필요한 제조 기반과 원자재가 부족하며, 전차, 중포 및 기타 과학이 군사 작전에 도입한 정교한 장비와 같은 성공적인 지상 작전을 위한 필수품을 제공할 수 없다. 과거에는 그들의 거대한 수적 잠재력이 이러한 격차를 메울 수 있었겠지만, 현존하는 대량 살상 무기의 개발로 인해 숫자만으로는 그러한 결함에 내재된 취약성을 상쇄할 수 없다. 해상과 공중의 통제, 즉 보급, 통신, 수송에 대한 통제는 과거 못지않게 필수적이고 결정적이다. 이러한 통제가 우리처럼 존재하고, 적의 경우 지상 화력이 열세일 경우, 그 결과적인 격차는 아무리 광신적인 용기나 인간적 손실에 대한 극심한 무관심으로도 극복할 수 없다.

이러한 군사적 약점들은 붉은 중국이 한국에서 선전포고 없는 전쟁을 시작한 이래 분명하고 확실하게 드러났다. 현재 유엔군의 활동을 제한하고 붉은 중국에 그에 상응하는 군사적 이점을 제공하는 제약 하에서도, 그들은 무력으로 한국을 정복하는 데 완전히 무능함을 보여주었다. 그러므로 적은 이제 유엔이 한국 지역에 전쟁을 국한시키려는 관대한 노력을 포기하고, 우리 군사 작전을 해안 지역과 내륙 기지로 확대할 경우, 붉은 중국이 임박한 군사적 붕괴의 위험에 처하게 될 것임을 뼈저리게 인식하고 있을 것이다. 이러한 기본 사실들이 확립되었으므로, 포르모사나 유엔 내 중국의 의석과 같이 한국과 직접적으로 관련 없는 외부 문제에 부담을 느끼지 않고 문제가 본질적인 장점에 따라 해결된다면 한국 문제에 대한 결정을 내리는 데는 극복할 수 없는 어려움이 없을 것이다.
다음 날, 맥아더는 리지웨이에게 38선 북쪽 20 마일 (32 km)까지 진격하는 것을 승인했다. 트루먼은 나중에 "그를 북중국해에 처박을 준비가 되어 있었다... 나는 내 인생에서 그렇게 화가 난 적이 없었다"고 보고할 것이다. 트루먼은 12월 지시문에 따라 승인되지 않은 맥아더의 성명이 자신의 제안을 선점했다고 느꼈다. 그는 나중에 다음과 같이 썼다.
이는 유엔군사령관이 자신의 책임 하에 발행하기에는 가장 이례적인 성명이었다. 이는 외교 정책에 대한 어떠한 선언도 삼가라는 모든 지시를 완전히 무시한 행위였다. 이는 대통령이자 총사령관으로서의 나의 명령에 대한 공개적인 반항이었다. 이는 헌법에 따른 대통령의 권위에 대한 도전이었다. 이는 또한 유엔의 정책을 조롱하는 것이었다. 이 행위로 맥아더는 나에게 선택의 여지를 남기지 않았다—나는 더 이상 그의 불복종을 용인할 수 없었다.

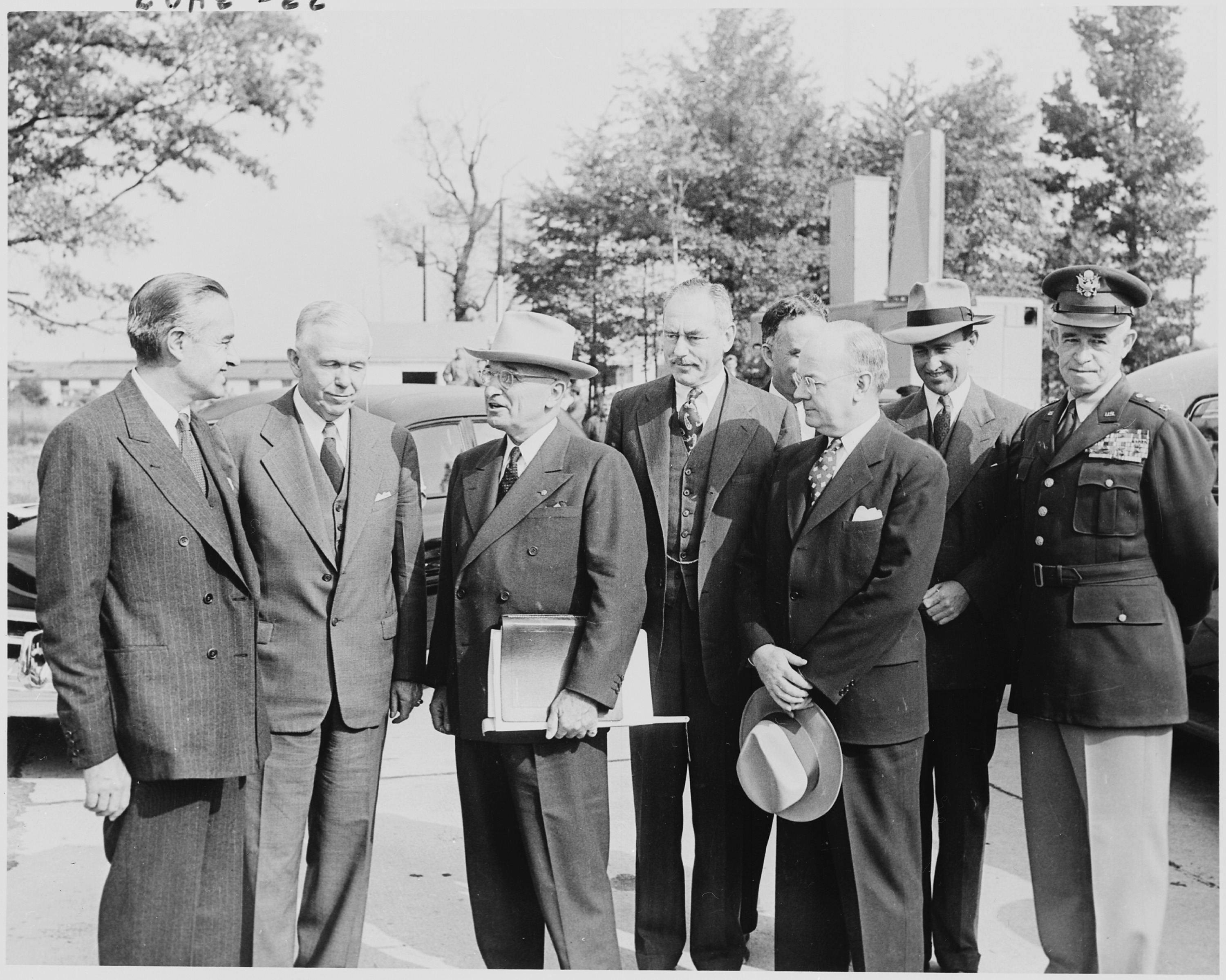
해리 트루먼이 맥아더 장군과 래드포드 제독과 함께 웨이크섬 회담에서 워싱턴으로 돌아왔다.
왼쪽부터: 대통령 고문 애버렐 해리먼; 조지 마셜 국방장관; 해리 트루먼 대통령; 딘 애치슨 국무장관; 필립 제섭 대사; 존 W. 스나이더 재무장관; 프랭크 페이스 육군장관; 오마 브래들리 합동참모의장.

그러나 당분간 그는 그렇게 했다. 이전에도 정책을 놓고 극적인 대립이 있었는데, 가장 주목할 만한 것은 1862년 에이브러햄 링컨 대통령과 조지 맥클렐런 소장 사이의 대립이었다. 또 다른 예는 미국-멕시코 전쟁 이후 제임스 포크 대통령이 윈필드 스콧 소장을 소환한 것이다. 맥아더를 해임하기 전에 트루먼은 링컨과 포크가 그들의 장군들을 어떻게 다루었는지에 대한 역사책을 참고했다. 트루먼은 나중에 포크가 자신의 가장 좋아하는 대통령이라고 말했다. 왜냐하면 "그는 의회에 외교 정책 문제에 대해 지옥으로 가라고 말할 용기가 있었기 때문"이었다.
맥아더와 트루먼 행정부 사이에는 정책에 대한 진정한 의견 차이가 있었다. 한 가지는 맥아더의 뿌리 깊은 신념으로, 유럽의 공산주의 투쟁과 아시아에서 진행 중인 투쟁을 분리할 수 없다는 것이었다. 이는 너무 오랫동안 동아시아에 주둔했으며, 극동의 일부만을 책임지는 전구 사령관으로서의 시각 때문으로 여겨졌다. 또 다른 중요한 정책 차이는 맥아더의 신념으로, 애치슨이 주장했던 것처럼 중국이 "소련의 가장 크고 중요한 위성국"이 아니라, 맥아더의 말에 따르면 "자신의 목적을 위해 [일시적으로만] 소련과 동맹을 맺은" 독립 국가라는 것이었다. 만약 맥아더의 주장이 받아들여진다면, 중국과의 전쟁 확대가 소련과의 분쟁을 유발하지 않을 것이라는 결론이 나온다. 합동참모본부는 이에 대해 단호히 반대했지만, 이는 유럽이 아시아보다 소련의 주요 관심사라는 자신들의 입장과 모순되었다. 공화당 내에서도 맥아더의 입장에 대한 지지는 거의 없었다.
4월 5일, 마틴은 3월 20일자 맥아더로부터 받은 서한의 전문을 하원 회의에서 읽었고, 서한은 트루먼 행정부의 우선순위를 비판했다. 그 서한에서 맥아더는 다음과 같이 썼다.
아시아에서 공산주의 음모가들이 세계 정복을 위한 게임을 벌이기로 결정했고, 우리가 그로 인해 제기된 문제에 전쟁터에서 합류했다는 사실을 일부 사람들이 깨닫기 이상하게도 어렵게 느끼는 것 같다. 아시아에서 우리가 무기로 유럽의 전쟁을 싸우는 동안, 외교관들은 여전히 말로 싸우고 있다. 만약 우리가 아시아에서 공산주의와의 전쟁에서 진다면, 유럽의 몰락은 필연적이다. 우리가 이긴다면, 유럽은 아마도 전쟁을 피하고 자유를 보존할 것이다. 당신이 지적했듯이, 우리는 승리해야 한다. 승리를 대체할 수 있는 것은 없다.
맥아더는 나중에 마틴이 "설명할 수 없는 이유로 그리고 나와 상의 없이" 서한을 공개했다고 썼지만, 서한에는 비밀 또는 비공개 표시가 되어 있지 않았다.

### 외교 전보 감청
친구와 적의 외교 메시지를 가로채고 해독하는 관행은 1950년대에 엄격하게 보호되는 비밀이었다. 1951년 3월 중순, 트루먼은 그러한 감청을 통해 맥아더가 스페인과 포르투갈의 도쿄 대사관 외교관들과 대화했다는 것을 알게 되었다. 이 대화에서 맥아더는 한국 전쟁을 주요 분쟁으로 확대하여 "중국 공산주의 문제"를 영구히 해결할 것이라고 자신감을 표명했으며, 이러한 일이 발생하더라도 양국이 당황하지 않기를 원했다. 이 특정 감청의 내용은 트루먼의 가장 가까운 보좌관들 중 극소수만이 알고 있었는데, 그중 두 명은 국무부 정책기획국장 폴 니체와 그의 동료인 찰스 버튼 마셜이었다. 트루먼은 맥아더의 대화를 노골적인 반역으로 간주하고 맥아더를 해임해야 한다고 결론 내렸지만, 맥아더의 정치적 지지 때문에 그리고 외교 메시지 전자 감청의 존재에 대한 더 넓은 지식을 피하기 위해 즉시 조치할 수 없었다. 몇 주 전, 맥아더는 합동참모본부에 중국 공산군의 대만 또는 한국 외 미국군에 대한 공중 또는 해상 공격이 발생할 경우 중국 본토 목표물에 즉시 보복할 권한을 부여해달라고 권고했다. 합동참모본부는 조건부 승인을 부여함으로써 응답했다.

### 중국 자극
리지웨이는 강경 작전이라는 공세를 준비했고, 맥아더에게 작전 개시 허가를 요청했다. 1951년 3월 15일, 서울이 두 번째로 탈환된 다음 날, 트루먼은 유엔군이 다시 38선 북쪽으로 이동할 수 있을 것인지에 대한 기자 질문에 "현장 사령관의 전술적 문제"가 될 것이라고 답했다. 이에 맥아더는 리지웨이에게 서울의 수원지를 확보할 38선 북쪽 목표선을 설정하며 공격 개시 허가를 내렸다. 그는 1951년 4월 5일 공격이 시작될 때까지 워싱턴과 협의하지 않았다. 맥아더가 4월 11일 해임될 때까지 작전은 꾸준히 진행되고 있었다.
1951년 4월 7일 저녁 비행 작전 완료 후, 제77기동부대 (제7함대의 고속 항공모함 기동부대)는 항공모함 USS Boxer과 USS Philippine Sea를 이끌고 동해의 한국 해역을 떠나 대만 해협으로 향했다. 4월 11일 11:00, 대만 서해안 근처에서 작전 중이던 제77기동부대는 중국 본토 동해안을 따라 "항공 퍼레이드"를 시작했다. 동시에 구축함 USS John A. Bole가 중국 항구 산터우에서 3 마일 (4.8 km) 떨어진 할당된 위치에 도착하여, 중국이 40척 이상의 무장 정크선으로 둘러싸이게 만들었다. 제77기동부대가 수평선 너머 서쪽에서 항공 퍼레이드를 실시하고 있었음에도 불구하고, 기동부대 항공기들이 산터우 상공에 나타나 중국 선박과 항구 도시를 위협적으로 비행하기까지 거의 두 시간이 걸렸다. 맥아더는 도쿄 시간으로 15:00 (중국 해안 시간으로 14:00) 직후 해임 통보를 공식적으로 받았지만, 그는 30분 전에 이미 이 소식을 알았다. 두 시간 후, Bole은 어느 쪽에서도 적대적인 행동이 시작되지 않은 채 자신의 위치에서 철수했다. 저자 제임스 에드윈 알렉산더는 Bole과 그 승무원들이 맥아더에 의해 "앉아있는 표적"이 되었고, 이는 분쟁을 확대하려는 시도로 중국이 미 해군 함선을 공격하도록 유도하려 한 것이라고 주장했다.
해군 역사 및 유산 사령부의 사무엘 J. 콕스 해군 소장은 알렉산더와 같은 일부 역사가들이 이것이 맥아더의 도발 계획이었다는 간접적인 증거를 가지고 있지만, 그 주장을 증명할 직접적인 증거는 없다고 말했다. 콕스는 또한 이 배가 중국 해안선 반대편 대만에 비정상적으로 큰 정크 선단이 모이는 것을 목격한 후, 미군이 한 달 이상 대만 침공을 크게 우려했기 때문에, 정크 선을 직접 관찰하는 정보 임무를 수행했을 가능성도 있다고 말했다. 맥아더는 전쟁을 중국으로 확대할 것을 결심했지만, 다른 관리들은 이는 제한된 전쟁을 불필요하게 확대하고 이미 과도하게 분산된 자원을 너무 많이 소모할 것이라고 믿었다. 맥아더가 중국이 전면전을 벌이는 동안 자신은 제한된 전쟁만 벌이도록 제한받았다고 주장했음에도 불구하고, 의회 증언은 중국 역시 미군처럼 자제하고 있었음을 밝혔다. 그들은 최전선 병력, 통신선, 항구, 해군 항공력 또는 한국의 유엔군 생존에 결정적이었던 일본 내 집결 기지에 대해 공군력을 사용하지 않았다. 한반도에서의 전투만으로도 이미 상당한 미군 공군력이 묶여 있었다. 공군 참모총장 호이트 팬덴버그가 말했듯이, 미 공군의 전술 능력의 80-85%, 전략 능력의 4분의 1, 그리고 방공 능력의 20%가 단 한 나라에 투입되고 있었다. 또한 중국을 침범하면 소련이 전쟁에 개입할 것이라는 우려도 있었다. 오마 브래들리 장군은 극동에 약 50만 명의 러시아군 35개 사단이 주둔하고 있으며, 한국 인근의 약 85척의 러시아 잠수함과 함께 행동에 나선다면 미군을 압도하고 보급선을 차단하며 잠재적으로 중국이 동남아시아에서 영토를 장악하는 것을 도울 수 있다고 증언했다.

## 해임

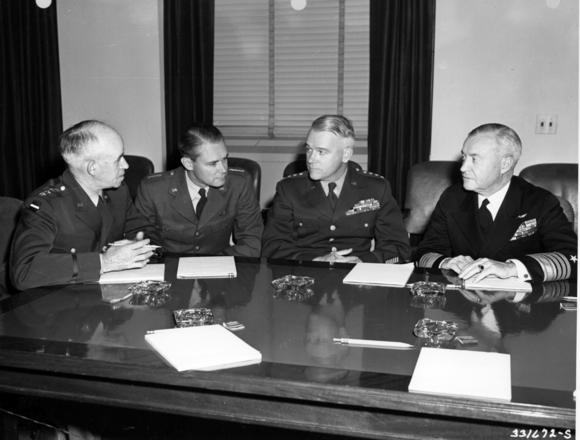
1949년 펜타곤 회의실에서 만난 미국 합동참모본부 구성원들. 왼쪽부터: 오마 브래들리 합동참모의장; 호이트 팬덴버그 (공군); J. 로턴 콜린스 (육군); 포레스트 셔먼 (해군).

1951년 4월 6일 아침, 트루먼은 자신의 사무실에서 마셜, 브래들리, 애치슨, 해리먼과 맥아더에 대해 논의하기 위한 회의를 가졌다. 해리먼은 맥아더의 해임을 강력히 찬성했지만, 브래들리는 반대했다. 조지 마셜은 문제를 더 고려할 시간을 요청했다. 애치슨은 개인적으로 맥아더의 해임을 찬성했지만 이를 밝히지 않았다. 대신 그는 트루먼에게 "당신 행정부의 가장 큰 싸움"이 될 것이라고 경고했다.
다음 날 열린 두 번째 회의에서 마셜과 브래들리는 계속해서 해임에 반대했다. 4월 8일, 합동참모본부는 마셜의 사무실에서 만났다. 각 참모총장은 차례로 맥아더의 해임이 "군사적 관점"에서 바람직하다는 의견을 표명했지만, 군사적 고려 사항이 최우선이 아니라는 점을 인정했다. 그들은 "만약 맥아더가 해임되지 않으면, 우리 국민의 상당 부분이 민간 당국이 더 이상 군부를 통제하지 않는다고 비난할 것"이라고 우려했다. 네 명의 고문들은 4월 9일 트루먼의 사무실에서 다시 만났다. 브래들리는 대통령에게 합동참모본부의 견해를 알렸고, 마셜은 그들의 의견에 동의한다고 덧붙였다. 트루먼은 자신의 일기에 "맥아더를 해임하는 것이 만장일치 의견이다. 네 명 모두 그렇게 조언한다"고 썼다. 나중에 의회 앞에서 합동참모본부는 그들이 해임에 "동의"했을 뿐, "권고"하지는 않았다고 주장할 것이다.
1951년 4월 11일, 트루먼 대통령은 맥아더에게 명령을 작성했고, 이는 브래들리의 서명으로 발행되었다.
미국 군대의 대통령이자 총사령관으로서 귀하를 연합군 최고사령관, 유엔군사령관, 극동군사령관, 미 육군 극동사령관직에서 교체하는 것이 나의 의무가 되어 깊이 유감스럽다.

귀하는 즉시 매슈 리지웨이 중장에게 지휘권을 인계할 것이다. 귀하는 원하는 장소로 여행을 완료하는 데 필요한 명령을 내릴 권한을 부여받는다.

귀하 교체의 사유는 전술한 명령의 전달과 동시에 공개될 것이며, 다음 메시지에 담겨 있다.
타임 잡지의 1973년 기사에서 트루먼은 1960년대 초에 다음과 같이 말했다고 인용되었다.
나는 그가 대통령의 권위를 존중하지 않으려 했기 때문에 그를 해고했다. 그가 멍청한 개자식이었기 때문이 아니라 (비록 그랬지만) 장군들에게는 그것이 불법이 아니기 때문이다. 만약 그랬다면 그들 중 절반에서 4분의 3은 감옥에 있을 것이다.
트루먼과 애치슨은 맥아더를 불복종으로 비난했지만, 합동참모본부는 그러한 암시를 피했다. 사실 맥아더는 불복종으로 해임된 것이 아니었다. 불복종은 군사 범죄였고, 맥아더는 1920년대의 빌리 미첼과 유사한 공개 군법 회의를 요청할 수도 있었다. 그러한 재판의 결과는 불확실했고, 그가 무죄로 판명되어 복직 명령을 받을 수도 있었다. 합동참모본부는 "맥아더 장군이 합동참모본부의 직접적인 명령을 수행하지 못했거나 명령에 반하는 행동을 했다는 증거가 거의 없었다"는 점에 동의했다. 브래들리는 "사실 맥아더는 합참 지시를 벗어났을 뿐 법적으로 위반하지 않았다. 그는 합참이 그에게 전달한 대통령의 12월 6일 지시를 위반했지만, 이는 합참 명령 위반에 해당하지 않았다"고 주장했다.
의도는 프랭크 페이스 육군장관이 한국 전선을 시찰 중인 맥아더에게 워싱턴 D.C. 시간으로 4월 11일 20:00 ( 도쿄 시간으로 4월 12일 10:00)에 직접 해임 통보를 하는 것이었다. 그러나 페이스는 한국의 신호 불량으로 메시지를 받지 못했다. 한편, 기자들은 맥아더 해임 소문이 사실인지 묻기 시작했다. 트루먼은 "페이스 장관의 직접적인 명령 전달 예우를 할 여유가 없다고 판단"했고, 기자회견을 열어 언론에 성명을 발표했다.
더글러스 맥아더 육군 원수가 그의 공식 임무에 관한 미국 정부와 유엔의 정책에 전심으로 지지할 수 없다고 결론 내린 것이 대통령이자 미국 군대 총사령관으로서의 나의 의무가 되어 깊이 유감스럽다. 미국 헌법이 나에게 부과한 특별한 책임과 유엔이 나에게 맡긴 추가적인 책임을 고려할 때, 나는 극동의 지휘권을 변경해야 한다고 결정했다. 따라서 나는 맥아더 장군을 그의 지휘권에서 해임하고 매슈 리지웨이 중장을 그의 후임으로 지명했다.

국가 정책 문제에 대한 완전하고 활발한 토론은 우리 자유 민주주의의 헌법 체제에서 필수적인 요소이다. 그러나 군사 지휘관은 우리의 법과 헌법에 명시된 방식에 따라 그들에게 발행된 정책과 지시를 따라야 한다는 것이 기본이다. 위기 시에는 이러한 고려 사항이 특히 중요하다.

우리 위대한 사령관 중 한 명으로서 맥아더 장군의 역사는 확고히 확립되었다. 국가는 그가 조국에 위대한 책임의 자리에서 제공한 탁월하고 예외적인 봉사에 대해 감사의 빚을 지고 있다. 그러한 이유로 나는 그의 경우에 취할 수밖에 없다고 느끼는 조치의 필요성에 대한 유감을 다시 한번 표명한다.
도쿄에서 맥아더와 그의 아내는 미국 대사관에서 워렌 매그너슨 상원의원과 노스웨스트 항공 부사장 윌리엄 스턴을 위한 오찬에 참석 중이었다. 이때 맥아더의 보좌관이자 1942년 장군과 함께 필리핀을 탈출한 "바탄 갱" 중 한 명인 시드니 허프 대령이 상업 라디오 방송을 통해 해임 소식을 들었다. 허프는 즉시 맥아더 부인에게 알렸고, 맥아더 부인은 다시 장군에게 알렸다. 일본 방송국들은 곧 이 소식을 보도했지만, 공식 통보는 30분 후에야 도착했다.

## 쟁점

### 군에 대한 문민통제
문민통제는 공화국 건국 이래 미국의 전통이다. 1965년 회고록에서 트루먼은 다음과 같이 썼다.
우리 헌법의 기본적인 요소 중 하나가 있다면, 그것은 군대에 대한 문민통제이다. 정책은 선출된 정치인들이 만들어야 하며, 장군들이나 제독들이 만들어서는 안 된다. 그러나 맥아더 장군은 행정부의 정책을 받아들이려 하지 않는다는 것을 수없이 보여주었다. 그의 반복된 공개 성명은 우리 동맹국들을 우리 정책의 진정한 방향에 대해 혼란스럽게 했을 뿐만 아니라, 실제로 그의 정책을 대통령의 정책에 대립시켰다... 만약 내가 그가 이러한 방식으로 민간 당국에 도전하도록 허용했다면, 나 자신은 헌법을 수호하고 방어하겠다는 나의 맹세를 위반했을 것이다.
새뮤얼 P. 헌팅턴에 따르면, "미국 헌법은... 널리 퍼진 믿음과는 달리, 문민통제를 틀:강조." 그는 헌법이 민간과 군사의 책임을 구분하지 않으며, 한쪽이 다른 쪽에 종속되는 것을 규정하지 않는다고 주장했다. 행정부와 입법부 사이에 군사에 대한 책임을 분할함으로써 통제가 더 어려워진다. 한 부서가 통제를 주장하려는 시도는 다른 부서와의 충돌을 수반할 가능성이 높다. 명목상 문민통제에 대한 논쟁은 보통 실제로 통제가 어떻게 행사될 것인지보다는 어느 부서가 통제를 행사할 것인지에 대한 것이었다.
헌법 제정자들은 독특하고 기술적으로 정교한 군사 전문직의 관리에 대한 문제를 고려하지 않았다. 왜냐하면 당시에는 그러한 것이 존재하지 않았기 때문이다. 그것은 프랑스 혁명으로 인한 사회적 변화와 산업 혁명으로 인한 기술적 변화의 결과로 19세기에 나타났다. 그럼에도 불구하고, 정규군의 가치는 여전히 인정되었다. 비록 그들은 탈출한 노예들을 가로채고 노예 반란을 진압하는 데 민병대가 필수적이라는 것을 인정했지만, 미국 독립 전쟁이 군사력으로서 민병대의 비효율성을 입증했다는 것을 알고 있었다.

### 비정치적 군대
또 다른 미국 전통은 비정치적 군대이다. 이 관습은 최근에 생겨났는데, 남북 전쟁 이후 시대에만 거슬러 올라간다. 19세기에는 소수의 장교들만이 투표했지만, 정치에 대한 관심 부족보다는 주에서 주로 자주 이동하고 연방 토지에 거주하는 것이 많은 주법에 따라 그들의 선거권을 효과적으로 박탈하거나, 선거일에 직접 투표하는 것이 유일한 투표 방식이던 시기에 투표하기를 비실용적으로 만들었기 때문이었다. 정치에 대한 증오심이 강했던 윌리엄 T. 셔먼 육군 원수 (1869년부터 1883년까지 미국 육군 총사령관) 밑에서만 비정치적 군대라는 관습이 확고하게 자리 잡았다.
또한, 유럽의 동료들과 달리, 미군 장군들과 제독들은 외교 정책에 대한 영향력이나 개입이 없었다. 그러나 주로 맥아더의 젊은 시절 국경 육군에서는 그렇게 할 필요가 없었기 때문이었다. 이것은 미서 전쟁 이후 미국 군사력이 태평양, 아시아 및 카리브해에 장기간 해외 배치되기 시작하면서 변화하기 시작했다.
전구의 개념은 제2차 세계 대전 중에 발전했다. 이처럼 고위급 지휘관 수준에서는 군사적 문제와 정치적 문제가 합쳐지는 경향이 있었다. 남서 태평양 전구 사령관으로서 맥아더는 호주 정부와 자신의 정부 모두에게 책임을 졌으며, 루스벨트 대통령의 말에 따르면 그를 "최고사령관이자 대사"로 만들었다. 맥아더는 "유럽 우선주의" 전략에 대한 전적인 지지를 보여주지 않아 비판을 받았고, 존 커틴 총리를 통한 통상적인 통신 채널을 우회하여 워싱턴에서 비판을 받았다.
마셜 장군은 상원 증언에서 이러한 갈등을 다음과 같이 표현했다.
이는 특정 지역과 특정 적에게 임무가 제한된 사령관의 입장과, 미국 전체 안보에 책임이 있고... 균형을 이루기 위해 세계의 한 지역의 이익과 목표를 다른 지역의 이익과 목표와 비교해야 하는 합동참모본부, 국방장관, 대통령의 입장 사이의 본질적인 차이에서 비롯된다... 우리 군사 역사에서 이러한 차이는 새로운 것이 아니다... 새로운 것은 그리고 맥아더 장군의 해임을 필요하게 만든 것은, 지역 전구 사령관이 미국의 외교 정책에 대한 불만과 불일치를 공개적으로 표명하는 전례 없는 상황이다. [그는]... 미국의 확립된 정책에 너무나 동조하지 않게 되어, 그가 정상적인 지휘 기능이 전구 사령관에게 부여할 결정을 내리는 권한을 더 이상 행사하도록 허용될 수 있는지에 대해 심각한 의문이 있다. 

### 대통령의 권한
연방주의자 논집에서 알렉산더 해밀턴은 다음과 같이 주장했다.
대통령은 미합중국 육군과 해군의 총사령관이 될 것이다. 이 점에서 그의 권한은 명목상 대영제국 왕의 권한과 동일하겠지만, 실질적으로는 훨씬 열등할 것이다. 이는 연방의 최고 장군이자 제독으로서 군사 및 해군 병력에 대한 최고 지휘 및 지휘에 불과할 것이다. 반면 영국 왕의 권한은 전쟁 선포 및 함대와 군대 모집 및 규제에까지 미치는데, 이 모든 것은 고려 중인 헌법에 따라 입법부에 속할 것이다.
그러나 1950년 6월 26일, 트루먼은 그러한 의회의 위임 없이 한국에 군대를 파견했다. 이후의 유엔 안전 보장 이사회 결의는 남한에 대한 군사 지원을 승인했지만, 유엔 참여법은 다음과 같이 규정했다.
대통령은 안전 보장 이사회에 의해 동 헌장 제42조에 따라 조치를 취하기 위해 그리고 그러한 특별 협정 또는 협정의 규정에 따라 무장 병력, 시설 또는 지원을 제공하기 위해 의회의 승인을 받을 필요가 있다고 간주되지 않는다. 단, ... 본 조항의 어떠한 내용도 대통령이 의회에 의해 그러한 목적을 위해 그러한 특별 협정 또는 협정에 규정된 병력, 시설 및 지원 외에 무장 병력, 시설 또는 지원을 안전 보장 이사회에 제공하도록 승인하는 것으로 해석되어서는 안 된다.
맥아더의 해임으로 촉발된 의회 조사는 트루먼의 행동이 헌법적 요구사항과 법률적 요구사항 모두를 위반했다고 판결했다. 비록 대통령들이 과거에 초법적인 군사력을 사용했지만, 이는 "해적과의 싸움, 야만적이거나 반야만적인 해안에 소규모 해군 병력의 상륙, 멕시코 국경을 넘어 도적이나 소 도둑을 쫓는 소규모 병력의 파견 등"에 불과했다. 한국 전쟁에 반대했던 비토 마르칸토니오 하원의원은 "우리가 유엔 헌장에 동의했을 때 우리는 우리 헌법을 유엔 헌장으로 대체하는 것에 결코 동의하지 않았다. 전쟁을 선포하고 수행할 권한은 국민의 대표자들, 즉 미국 의회에 있다"고 주장했다.
윌리엄 F. 놀런드 상원의원은 다음과 같이 언급했다.
헌법 제1조는 선전포고 권한을 행정부가 아닌 의회에 부여한다. 우리는 이제 행정부가 우리 역사상 네 번째로 큰 전쟁을 의회의 선전포고나 타인에 의해 시작된 전쟁 상태를 인정하는 의회 결의 없이 치를 수 있는 황혼의 헌법적 영역으로 표류하고 있는 듯하다. 의회가 헌법적 권한 하에 행동할 때, 결의안에 찬성하거나 반대하는 모든 진술은 의회 기록의 일부가 되며, 언론과 대중은 충분히 정보를 얻는다. 호명 투표는 각 의원이 어떻게 투표했는지 보여준다. 이것이 책임 있는 책임감 있는 정부이다.

블레어 하우스나 백악관에서 다섯 명 또는 일곱 명의 사람이 비공개 회의를 열고, 그들의 진술과 권고가 기록되거나 이용 가능하지 않고, 이 문제에 대한 그들의 입장이 알려지지 않은 채, 우리 역사상 사상자 기준으로 네 번째로 큰 전쟁에 이 나라를 끌어들일 수 있다면, 우리는 전쟁 수행 권한이 공개적으로 운영되는 의회에서 비공개로 운영되는 행정부로 이전된 것이다. 이것은 제가 보기에 책임 있는 책임감 있는 정부가 아니다.

## 여파

### 해임에 대한 반응

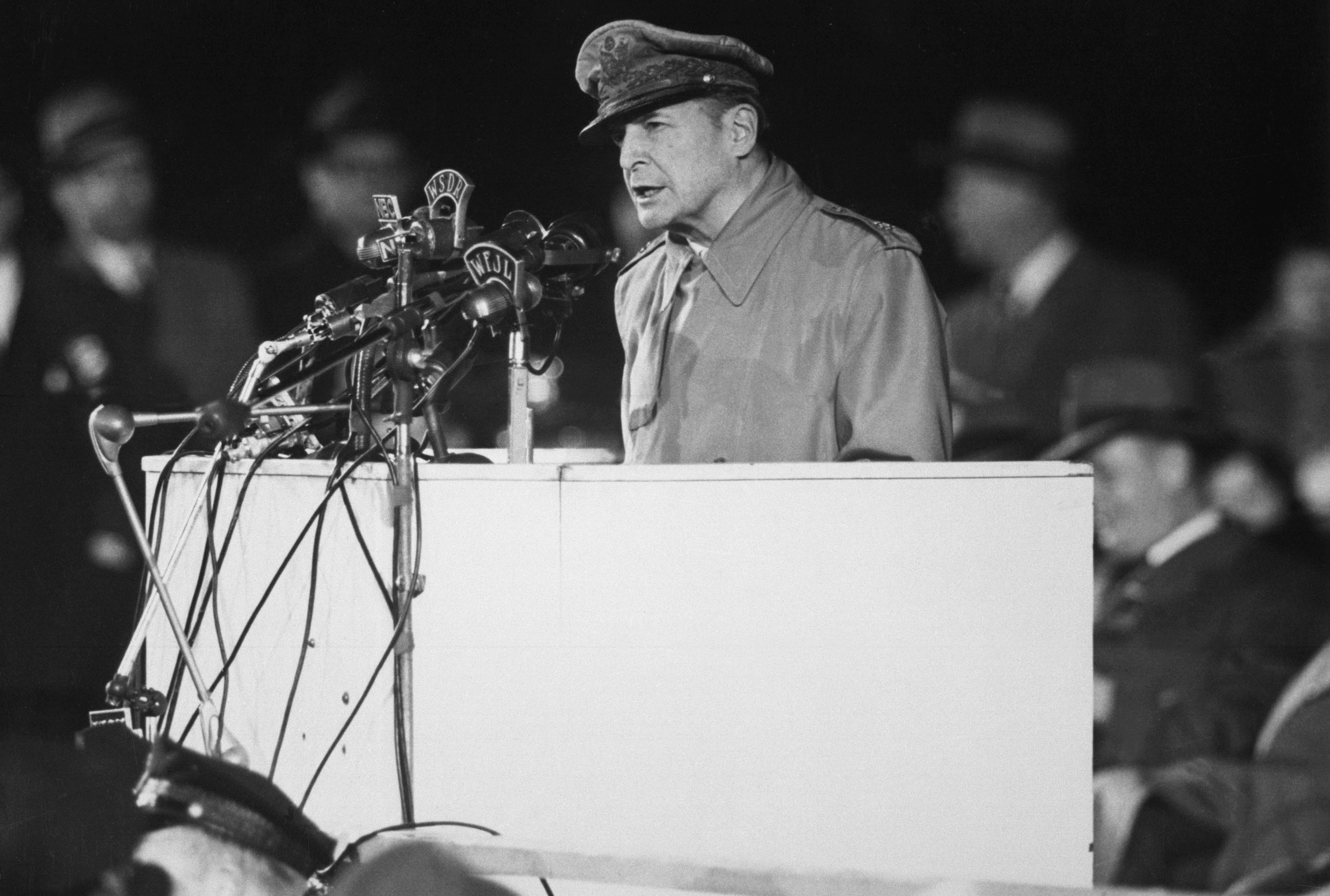
1951년 4월 25일 시카고 솔저 필드에서 5만 명의 청중에게 연설하는 맥아더

맥아더의 해임 소식은 일본에 충격을 안겨주었다. 일본 국회는 맥아더에게 감사 결의를 통과시켰고, 천황 히로히토는 직접 대사관을 방문했는데, 이는 일본 천황이 외국인을 직접 방문한 첫 사례였다. 마이니치 신문은 다음과 같이 보도했다.
맥아더의 해임은 전쟁 종식 이후 최대의 충격이다. 그는 일본 국민을 정복자가 아닌 위대한 개혁가로 대했다. 그는 고귀한 정치 선교사였다. 그가 우리에게 준 것은 물질적 원조와 민주적 개혁만이 아니라, 새로운 삶의 방식, 즉 개인의 자유와 존엄성이었다... 우리는 그를 일본의 입장을 가장 잘 이해한 미국인 중 한 명으로 계속 사랑하고 신뢰할 것이다.
시카고 트리뷴에서 로버트 태프트 상원의원은 트루먼에 대한 즉각적인 탄핵 절차를 요구했다.
트루먼 대통령은 탄핵되어 유죄 판결을 받아야 한다. 맥아더 장군에 대한 그의 성급하고 복수심에 찬 해임은 그가 자신의 고위직에 도덕적으로나 정신적으로 부적합하다는 것을 보여준 일련의 행위들의 정점이다. 미국은 그 어느 때보다 큰 위험에 처해 있다. 이 나라는 악당들에게 둘러싸인 바보에 의해 이끌리고 있다.
시카고 트리뷴과 로스앤젤레스 타임스와 같은 신문들은 맥아더의 "성급하고 복수심에 찬" 해임이 외국, 특히 영국과 애틀리 정부의 영국 사회주의자들의 압력 때문이라고 보도했다. 공화당 원내총무인 케네스 S. 웨리 상원의원은 해임이 "영국 사회주의 정부"의 압력 때문이라고 비난했다.
1951년 4월 17일, 맥아더는 1937년 이후 처음으로 미국으로 돌아왔다. 샌프란시스코에 도착하자 그는 제6군 사령관 알버트 C. 웨드마이어 중장의 영접을 받았다. 맥아더는 그곳에서 50만 명이 참석한 퍼레이드를 받았다. 4월 19일 워싱턴 국립공항에 도착하자 그는 합동참모본부와 조너선 웨인라이트 장군의 영접을 받았다. 트루먼은 자신의 대표로 본을 보냈는데, 본이 대중과 직업 군인 모두에게 부패한 측근으로 경멸받았기 때문에 이는 무시로 여겨졌다. 한 시민은 트루먼에게 "맥아더를 해고한 것은 수치스러운 일이었고, 본을 보낸 것은 더 수치스러운 일이었다"고 썼다.
맥아더는 의회 합동 회의에서 그의 유명한 "노병은 죽지 않는다" 연설을 했고, 여기서 그는 다음과 같이 선언했다.
내 입장을 왜곡하려는 시도가 있었다. 나는 전쟁광이었다는 말이 사실상 있었다. 이는 진실과 거리가 멀다. 나는 살아있는 다른 몇 안 되는 사람들만큼 전쟁을 잘 알고 있으며, 나에게—나에게는 더 역겨운 것은 없다. 나는 오랫동안 전쟁의 완전한 폐지를 주장해왔다. 왜냐하면 전쟁의 파괴력은 친구와 적 모두에게 너무나 커서 국제 분쟁을 해결하는 수단으로서 무용지물이 되었기 때문이다... 그러나 일단 전쟁이 우리에게 강요되면, 그것을 신속히 끝내기 위해 가능한 모든 수단을 적용하는 것 외에는 다른 대안이 없다. 전쟁의 목적은 승리이지, 장기간의 우유부단함이 아니다. 전쟁에서는 승리를 대체할 수 있는 것은 없다.
이에 대해 국방부는 "대통령이 맥아더 장군을 해임한 조치는 합동참모본부를 포함한 대통령의 주요 민간 및 군사 고문들의 만장일치 권고에 따른 것이었다"는 보도 자료를 발표했다. 그 후 맥아더는 뉴욕으로 날아가 그때까지 역사상 가장 큰 환영 퍼레이드를 받았다. 그는 또한 시카고와 밀워키를 방문하여 대규모 집회에서 연설했다. 해임 후, 대중이 백악관에 보낸 수많은 편지와 메시지 대부분은 맥아더를 지지했다. 인격, 청렴성, 명예, 봉사 등의 문제에서 그들은 맥아더를 더 나은 인물로 평가했다. 트루먼이 얻은 지지는 주로 문민통제의 원칙에 기반을 두었다.

### 의회 조사
1951년 5월과 6월, 미국 상원 군사위원회와 미국 상원 외교위원회는 "극동 군사 상황과 더글러스 맥아더 육군 원수 해임을 둘러싼 사실에 대한 조사"를 실시했다. 상원은 이로써 헌법적 위기를 피하려고 시도했다. 민감한 정치 및 군사적 주제가 논의되었기 때문에 조사는 비공개 회의로 진행되었고, 1973년까지는 심하게 검열된 녹취록만이 공개되었다. 두 위원회는 리처드 러셀 주니어 상원의원이 공동 위원장을 맡았다. 맥아더, 마셜, 브래들리, 콜린스, 팬덴버그, 셔먼, 아드리안 S. 피셔, 애치슨, 웨드마이어, 존슨, 오스카 C. 배저 2세, 패트릭 J. 헐리, 데이비드 G. 바, 오도넬 등 14명의 증인이 소환되었다.
마셜과 합동참모본부의 증언은 맥아더의 많은 주장을 반박했다. 마셜은 자신, 대통령, 합동참모본부 사이에 어떠한 불일치도 없었다고 단호하게 선언했다. 그러나 이는 또한 맥아더를 다루는 데 있어서 그들 자신의 소심함과, 그들이 항상 맥아더에게 충분한 정보를 제공하지 않았다는 것을 드러냈다. 팬덴버그는 공군이 만주 목표물에 대해 효과적일 수 있는지 의문을 제기했고, 브래들리는 공산군도 한국에서 제한된 전쟁을 벌이고 있었으며, 유엔 공군기지나 항구, 또는 일본의 "특권 성역"을 공격하지 않았다고 지적했다. 그들의 판단은 전쟁을 확대할 가치가 없다는 것이었지만, 공산군이 분쟁을 확대하거나 협상 의지가 없다면 그렇게 할 준비가 되어 있다고 인정했다. 그들은 또한 한국군과 중국 국민당군의 효율성에 대한 맥아더의 평가에 동의하지 않았다. 브래들리는 다음과 같이 말했다.
붉은 중국은 세계를 지배하려는 강력한 국가가 아니다. 솔직히 합동참모본부의 견해로는, 이 전략은 우리를 잘못된 전쟁, 잘못된 장소, 잘못된 시기, 잘못된 적에 휘말리게 할 것이다.
위원회는 "맥아더 장군의 해임은 대통령의 헌법적 권한 내에 있었지만, 그 상황은 국민적 자부심에 충격을 주었다"고 결론 내렸다. 그들은 또한 "맥아더 장군과 합동참모본부 사이에 군사 전략에 대한 심각한 불일치는 없었다"는 것을 발견했다. 그들은 "미국은 의회의 동의 없이 다시는 전쟁에 개입해서는 안 된다"고 권고했다.

### 여파
여론조사 결과 대다수의 대중은 여전히 트루먼의 맥아더 해임 결정에 반대했으며, 브래들리나 마셜보다 맥아더에게 동의하는 경향이 더 강했다. 트루먼의 지지율은 1951년 중반 23%로 떨어졌는데, 이는 1974년 워터게이트 사건 당시 리처드 닉슨의 최저치인 25%보다 낮았고, 1968년 베트남 전쟁 절정기의 린든 B. 존슨의 28%보다도 낮았다. 2020년년 기준, 이는 역대 재임 대통령 중 갤럽 여론조사에서 기록된 가장 낮은 지지율이다.
점점 인기가 떨어지는 한국 전쟁은 계속되었고, 트루먼 행정부는 일련의 부패 스캔들로 시달렸다. 그는 결국 재선에 출마하지 않기로 결정했다. 애들레이 스티븐슨은 1952년 대통령 선거에서 민주당 후보로, 가능한 한 대통령과의 거리를 두려 노력했다. 선거는 공화당 후보인 드와이트 D. 아이젠하워 육군 원수가 승리했고, 그의 행정부는 재래식 폭격과 핵무기 사용에 대한 새로운 위협으로 한국의 중국에 대한 압력을 강화했다. 1953년 이오시프 스탈린의 죽음 이후 더 유리한 국제 정치 환경과 결합되어, 이는 중국과 북한이 협상 조건에 동의하도록 이끌었다. 핵무기 위협이 결과에 중요한 역할을 했다는 믿음은 1950년대 동안 중국에 대한 핵무기 위협 사용으로 여러 번 이어졌다.
트루먼 지지의 결과로 합동참모본부는 정치적으로 오염되었다고 여겨졌다. 태프트 상원의원은 특히 브래들리를 아시아를 희생하고 유럽에 집중한다는 이유로 의심했다. 태프트는 아이젠하워에게 가능한 한 빨리 참모총장들을 교체할 것을 촉구했다. 가장 먼저 떠난 사람은 말기 암을 앓고 은퇴 계획을 이미 발표한 팬덴버그였다. 1953년 5월 7일, 아이젠하워는 그가 네이선 트위닝 장군으로 교체될 것이라고 발표했다. 곧이어 브래들리는 미국 태평양 사령부의 사령관 아서 W. 래드포드 제독으로 교체될 것이며, 콜린스는 리지웨이로, 1951년 7월 셔먼의 사망으로 해군 작전부장이 된 윌리엄 펙텔러 제독은 로버트 B. 카니 제독으로 교체될 것이라고 발표되었다.

## 유산
맥아더의 해임은 미국 민군 관계에 긴 그림자를 드리웠다. 린든 존슨이 1966년 호놀룰루에서 윌리엄 웨스트모얼랜드 장군을 만났을 때, 그는 그에게 "장군, 당신에게 많은 것이 달려 있습니다. 당신이 나에게 맥아더처럼 행동하지 않기를 바랍니다"라고 말했다. 웨스트모얼랜드와 그의 고위 동료들은 대통령 권위에 대한 어떠한 불일치나 도발의 기미도 피하고자 했다. 이는 큰 대가를 치렀다. H. R. 맥매스터 당시 중령은 1998년 자신의 저서 《임무 태만: 린든 존슨, 로버트 맥나마라, 합동참모본부, 그리고 베트남으로 이끈 거짓말》에서 합동참모본부가 대통령, 로버트 맥나마라 국방장관 또는 의회에 솔직하고 두려움 없는 전문적인 조언을 제공해야 하는 의무를 다하지 못했다고 주장했다. 이 책은 영향력 있는 책이었으며, 당시 합동참모의장이었던 휴 셸턴 장군은 군대의 모든 4성 장군에게 복사본을 주었다.
한편으로 맥아더의 해임은 장군들이 정부 정책에 대한 공개적 또는 사적인 불일치로 해고될 수 있다는 선례를 세웠다. 1977년 존 K. 싱글러브 소장은 한국 주둔 미군 규모 감축 제안을 공개적으로 비판했고, "발표된 국가 안보 정책과 일치하지 않는" 발언을 했다는 이유로 지미 카터 대통령에 의해 즉시 해임되었다. 1990년 걸프 전쟁 동안 딕 체니 국방장관은 마이클 두간 공군 참모총장이 사우디아라비아 방문 중 언론에 일련의 발언을 하여 "매우 민감한 시기에 판단력이 좋지 않았다"는 이유로 해임했다. 2010년 버락 오바마 대통령은 스탠리 매크리스털 장군이 롤링 스톤 잡지에 실린 기사에서 고위 민간 정부 관료들에 대해 폄하하는 발언을 한 후 그를 해고했다. 아프가니스탄 전쟁이 잘 진행되지 않고 있었기 때문에 이는 맥아더와의 비교를 불러일으켰다. 다른 한편으로, 제임스 N. 포스트 3세 소장은 2015년 자신의 지휘 하에 있는 인원들이 의회와 소통하는 것을 막은 이유로 해임되었고 질책서를 받았는데, 그는 이를 "반역"이라고 묘사했다.
맥아더의 해임은 "전쟁과 평화 문제에서 군부가 정말로 가장 잘 안다"는 대중적 정서의 지속적인 흐름을 남겼는데, 이 철학은 "맥아더주의"로 알려지게 되었다. 2012년 2월, 대니얼 L. 데이비스 중령은 "임무 태만 II"라는 보고서를 발표했는데, 이 보고서에서 그는 아프가니스탄 전쟁에 대해 의회를 오도한 고위 군 지휘관들을 비판했으며, 특히 데이비드 퍼트레이어스 장군을 언급하며 다음과 같이 말했다.
우리나라의 주요 정치인들, 대다수의 제복을 입은 군인들, 그리고 일반 대중들은 하나의 메시지를 배웠다. 데이비드 퍼트레이어스는 진정한 전쟁 영웅이다—어쩌면 패튼, 맥아더, 아이젠하워와 같은 반열에 있을지도 모른다. 그러나 모두가 배운 가장 중요한 교훈은: 퍼트레이어스 장군에게 결코, 절대로 의문을 제기하지 마라. 그렇지 않으면 당신은 바보로 보이게 될 것이다. 그 후 몇 년 동안 "퍼트레이어스의 전설"은 퍼지고 확장되었으며, 종종 그렇듯이 그는 성공에 대한 점점 더 많은 공로를 인정받았다. 
1992년 대통령 선거에서 빌 클린턴은 전 미국 합동참모의장 윌리엄 J. 크로우 제독과 다른 21명의 퇴역 장군 및 기함 장교들의 지지를 받아 총사령관으로서의 능력에 대한 의구심을 불식시켰다. 이는 이후 대통령 선거 운동의 특징이 되었다. 2004년 대통령 선거에서 존 케리 상원의원을 지지한 12명의 퇴역 장군 및 제독 중에는 전 합동참모의장 윌리엄 J. 크로우 제독과 전 공군 참모총장 메릴 맥픽 장군이 포함되었으며, 이들은 또한 스위프트 보트 진실을 위한 재향군인회에 맞서 케리를 변호하는 TV 광고에 출연했다. 이 선거 운동 기간 동안 한 명의 퇴역 4성 장군 토미 프랭크스는 공화당 전당대회에서 연설했고, 다른 한 명인 존 샬리카슈빌리는 민주당 전당대회에서 연설했다.
2006년 초, "장군들의 반란"이라 불리는 사건에서, 존 배티스트 소장, 폴 D. 이튼 소장, 그레고리 뉴볼드 중장, 존 M. 리그스 소장, 찰스 H. 스와낵 주니어 소장, 앤서니 C. 진니 장군 등 6명의 퇴역 장군이 도널드 럼즈펠드 국방장관의 사임을 촉구했다. 그들은 그를 "끔찍한" 군사 계획과 전략적 역량 부족으로 비난했다. 현역 장군들이 국가에 잠재적으로 파멸적이고 군인들의 목숨을 앗아갈 수 있다고 개인적으로 믿는 정책을 공개적으로 지지해야 한다는 시스템의 윤리 문제는 비판적인 대중의 논평을 피할 수 없었고, 스티븐 콜베어는 조지 W. 부시 대통령과 피터 페이스 합동참모의장이 참석한 만찬에서 이를 풍자했다. 럼즈펠드는 2006년 11월에 사임했다. 2008년까지 마이크 멀렌 합동참모의장은 모든 장병에게 "미군은 항상 비정치적이어야 한다"는 공개 서한을 써야 한다고 느꼈다.

## 내용주
1. 1 2  Schnabel 1972, 365쪽.
2. 1 2  Hamby 1995, 17–18, 135쪽.
3. ↑  Murray, Sinnreich & Lacey 2011, 230쪽.
4. 1 2  Pearlman 2008, 17–19쪽.
5. ↑  Pearlman 2008, 18쪽.
6. ↑  Lewis 1998, 38쪽.
7. ↑  Lewis 1998, 30–34쪽.
8. ↑  MacArthur 1964, 13–14쪽.
9. ↑  MacArthur 1964, 27쪽.
10. ↑  Frank 2007, 5쪽.
11. ↑  MacArthur 1964, 89–103쪽.
12. ↑  MacArthur 1964, 101쪽.
13. ↑  MacArthur 1964, 393쪽.
14. ↑  Lowe 1990, 625–626쪽.
15. ↑  Pearlman 2008, 14쪽.
16. ↑  Schnabel 1972, 52–53쪽.
17. ↑  Schnabel 1972, 58–60쪽.
18. ↑  Schnabel 1972, 65–66쪽.
19. ↑  Schnabel 1972, 68–69쪽.
20. ↑  Schnabel 1972, 72쪽.
21. ↑  “UN Security Council Resolution 83”. United Nations. 1950년 6월 27일. 2011년 7월 28일에 원본 문서에서 보존된 문서. 2011년 6월 14일에 확인함.
22. ↑  Schnabel 1972, 71쪽.
23. ↑  Schnabel 1972, 76–77쪽.
24. ↑  Schnabel 1972, 78–79쪽.
25. ↑  Schnabel 1972, 102쪽.
26. ↑  Lowe 1990, 629쪽.
27. ↑  Schnabel 1972, 106쪽.
28. ↑  Matray 1990, 320쪽.
29. ↑  Schnabel 1972, 106–107쪽.
30. 1 2  Crane 2000, 37–39쪽.
31. ↑  Weintraub 2000, 252쪽.
32. ↑  Crane 2000, 32쪽.
33. ↑  Cumings 1990, 749–750쪽.
34. ↑  Dingman 1988–1989, 62–63쪽.
35. ↑  “The Crash of the B-29 on Travis AFB, CA”. Check-Six.com. 2011년 3월 17일. 2020년 10월 24일에 원본 문서에서 보존된 문서. 2011년 4월 10일에 확인함.
36. ↑  Rhodes 1995, 445–446쪽.
37. ↑  Matray 1979, 320쪽.
38. ↑  Matray 1979, 323쪽.
39. ↑  Schnabel 1972, 138–140쪽.
40. ↑  Schnabel 1972, 127, 145쪽.
41. ↑  Schnabel 1972, 147쪽.
42. ↑  Pearlman 2008, 87쪽.
43. ↑  Schnabel 1972, 150–151쪽.
44. ↑  Matray 1979, 326쪽.
45. ↑  Schnabel 1972, 370쪽.
46. ↑  “The Truman Library: Holding the Line 24–28 August 1950”. 해리 S. 트루먼 대통령 도서관 및 박물관. 2014년 3월 4일에 원본 문서에서 보존된 문서. 2011년 6월 9일에 확인함.
47. ↑  “Statement to the 51st National Encampment of the Veterans of Foreign Wars by General Douglas MacArthur discussing U.S. foreign and military policy in the Far East. Papers of Harry S. Truman: President's Secretary's Files.”. Harry S. Truman Library and Museum. 2012년 7월 30일에 원본 문서에서 보존된 문서. 2011년 6월 9일에 확인함.
48. ↑  Pearlman 2008, 96쪽.
49. ↑  Pearlman 2008, 216쪽.
50. 1 2  Pearlman 2008, 98쪽.
51. ↑  “Secretary of Defense Louis A. Johnson”. Office of the Secretary of Defense. 2012년 6월 9일에 원본 문서에서 보존된 문서. 2012년 7월 20일에 확인함.
52. ↑  Schnabel 1972, 179–180쪽.
53. ↑  Matray 1979, 326–328쪽.
54. ↑  Schnabel 1972, 180–181쪽.
55. ↑  Matray 1979, 331쪽.
56. ↑  James 1985, 485쪽.
57. ↑  “George C. Marshall to Douglas MacArthur, 29 September 1950. Naval Aide Files, Truman Papers.”. Harry S. Truman Library and Museum. 2011년 9월 9일에 원본 문서에서 보존된 문서. 2011년 6월 9일에 확인함.
58. ↑  Schnabel 1972, 183쪽.
59. ↑  Schnabel 1972, 194쪽.
60. 1 2 3  Casey 2008, 113쪽.
61. ↑  Pearlman 2008, 111쪽.
62. ↑  James 1985, 590–591쪽.
63. ↑  James 1975, 526쪽.
64. ↑  Casey 2008, 114–115쪽.
65. ↑  Wiltz 1978, 170쪽.
66. ↑  “Notes Regarding President Truman's Trip to Hawaii, 9 October 1950. Secretary of State File, Acheson Papers”. Harry S. Truman Presidential Library and Museum. 2011년 9월 10일에 원본 문서에서 보존된 문서. 2011년 9월 7일에 확인함.
67. ↑  James 1985, 500쪽.
68. ↑  James 1985, 501쪽.
69. ↑  James 1985, 503–504쪽.
70. ↑  Pearlman 2008, 113쪽.
71. ↑  James 1985, 504쪽.
72. ↑  Wiltz 1978, 172쪽.
73. ↑  James 1985, 514쪽.
74. ↑  James 1985, 515쪽.
75. ↑  James 1985, 515–517쪽.
76. ↑  MacArthur 1964, 362쪽.
77. ↑  “Substance of Statements made at Wake Island Conference, dated 15 October 1950, compiled by General of the Army Omar N. Bradley, Chairman of the Joint Chiefs of Staff, from notes kept by the conferees from Washington. Papers of George M. Elsey.”. Harry S. Truman Presidential Library and Museum. 2009년 3월 8일에 원본 문서에서 보존된 문서. 2011년 9월 7일에 확인함.
78. ↑  Schnabel 1972, 212쪽.
79. ↑  Schnabel 1972, 233쪽.
80. 1 2 3  Pearlman 2008, 119쪽.
81. ↑  Schnabel 1972, 218쪽.
82. ↑  Pearlman 2008, 120쪽.
83. ↑  Schnabel 1972, 234–235쪽.
84. ↑  Schnabel 1972, 366쪽.
85. ↑  Pearlman 2008, 135쪽.
86. ↑  Schnabel 1972, 242쪽.
87. ↑  Schnabel 1972, 244–246쪽.
88. ↑  Schnabel 1972, 286–287쪽.
89. 1 2  “The President's News Conference”. Harry S. Truman Library and Museum. 1950년 11월 30일. 2007년 9월 27일에 원본 문서에서 보존된 문서. 2011년 6월 19일에 확인함.
90. ↑  Schnabel 1972, 288쪽.
91. ↑  Pearlman 2008, 136쪽.
92. 1 2  Anders 1988, 1–2쪽.
93. 1 2  Weintraub 2000, 263쪽.
94. ↑  Grosscup 2013, 78쪽.
95. ↑  Crane 2000, 71쪽.
96. ↑  Cumings 1990, 750쪽는 26개 폭탄이라고 말한다.
97. ↑  James 1985, 578–579쪽.
98. ↑  Dingman 1988–1989, 68쪽.
99. ↑  Rhodes 1995, 449쪽.
100. 1 2  James 1985, 591쪽.
101. ↑  Cumings, Bruce (2005년 1월 10일). “Why Did Truman Really Fire MacArthur? ... The Obscure History of Nuclear Weapons and the Korean War Provides the Answer”. 히스토리 뉴스 네트워크. 2020년 11월 11일에 원본 문서에서 보존된 문서. 2011년 6월 19일에 확인함.
102. ↑  Anders 1988, 3–4쪽.
103. ↑  Dingman 1988–1989, 72쪽.
104. 1 2  Crane 2000, 70쪽.
105. ↑  Cumings 1990, 750쪽.
106. ↑  Buhite 2008, 137쪽.
107. ↑  Sechser & Fuhrmann 2017, 179쪽.
108. ↑  Senate Committees on Armed Services and Foreign Relations 1951a, 77쪽.
109. ↑  James 1985, 581쪽.
110. ↑  “A-Bomb Blow at M'Arthur Only 'Opinion'”. 《Chicago Daily Tribune》. 1960년 12월 24일. 2017년 3월 19일에 원본 문서에서 보존된 문서. 2017년 3월 17일에 확인함.
111. ↑  “Texts of Accounts by Lucas and Considine on Interviews With MacArthur in 1954”. 《The New York Times》. 1964년 4월 9일. 2017년 8월 10일에 원본 문서에서 보존된 문서. 2017년 9월 8일에 확인함.
112. ↑  Alperovitz 1995, 352쪽.
113. ↑  Perry, Mark (2018년 10월 3일). “MacArthur's Last Stand Against a Winless War”. The American Conservative. 2024년 3월 21일에 원본 문서에서 보존된 문서.
114. ↑  Sherwin, Martin J. (2020년 10월 16일). “Inside JFK's Decisionmaking During the Cuban Missile Crisis”. Time. 2024년 3월 21일에 원본 문서에서 보존된 문서.
115. ↑  Martins, Dan (2018). 《The Cuban Missile Crisis and the Joint Chiefs》. 《Naval War College Review》 71. 91–110쪽. JSTOR 26607091. 2024년 3월 21일에 원본 문서에서 보존된 문서. 2024년 3월 21일에 확인함.
116. ↑  Schnabel 1972, 289–292쪽.
117. ↑  Spanier 1959, 166–167쪽.
118. ↑  Lowe 1990, 636쪽.
119. ↑  Lowe 1990, 636–637쪽.
120. ↑  Pearlman 2008, 233쪽.
121. ↑  Lowe 1990, 638–641쪽.
122. 1 2 3  Pearlman 2008, 230–232쪽.
123. ↑  Pearlman 2008, 170쪽.
124. ↑  “Harry S. Truman to Omar Bradley, with attachments”. Harry S. Truman Library and Museum. 1950년 12월 6일. 2011년 6월 6일에 원본 문서에서 보존된 문서. 2011년 6월 9일에 확인함.
125. ↑  Pearlman 2008, 175쪽.
126. ↑  Schnabel 1972, 373쪽.
127. ↑  Mossman 1990, 202–204쪽.
128. ↑  Mossman 1990, 328–330쪽.
129. 1 2  Mossman 1990, 344–347쪽.
130. ↑  James 1985, 586쪽.
131. ↑  McCullough 1992, 998쪽.
132. ↑  Truman 1965, 441–442쪽.
133. ↑  Owens 1994–1995, 72–75쪽.
134. ↑  Pearlman 2008, 183쪽.
135. ↑  Pearlman 2008, 187쪽.
136. ↑  James 1985, 614–615쪽.
137. ↑  Pearlman 2008, 225쪽.
138. ↑  Pearlman 2008, 224쪽.
139. ↑  Pearlman 2008, 222–227쪽.
140. ↑  James 1985, 590쪽.
141. ↑  MacArthur 1964, 389쪽.
142. ↑  Pearlman 2008, 180쪽.
143. ↑  Goulden 1982, 476–478쪽.
144. ↑  Nitze, Smith & Rearden 1989, 109–111쪽.
145. ↑  Marshall 1989, 115–117쪽.
146. ↑  Glennon, John P.; Schwar, Harriet D.; Claussen, Paul, 편집. (1983). 《Foreign Relations of the United States, 1951》. VII, Part 2, Korea and China, 1951. Washington, D.C.: Government Printing Office. Document 39. 2023년 4월 11일에 원본 문서에서 보존된 문서. 2023년 10월 1일에 확인함.
147. ↑  Glennon, John P.; Schwar, Harriet D.; Claussen, Paul, 편집. (1983). 《Foreign Relations of the United States, 1951》. VII, Part 2, Korea and China, 1951. Washington, D.C.: Government Printing Office. Document 44. 2023년 4월 15일에 원본 문서에서 보존된 문서. 2023년 10월 1일에 확인함.
148. ↑  Schnabel & Watson 1998, 215–216쪽.
149. ↑  Marolda 2012, 34–35쪽.
150. 1 2  Alexander 1997, 74–77쪽.
151. ↑  Mossman 1990, 364쪽.
152. ↑  “H-061-1: Korea – U.S. Navy Operations, March–July 1951”. Naval History and Heritage Command. 2023년 6월 6일에 원본 문서에서 보존된 문서. 2022년 4월 3일에 확인함.
153. ↑  Brands, H.W. (2016년 9월 28일). “The Redacted Testimony That Fully Explains Why General MacArthur Was Fired”. 《스미스소니언 매거진》. 2017년 3월 26일에 원본 문서에서 보존된 문서. 2017년 3월 25일에 확인함.
154. 1 2 3  Schnabel & Watson 1998, 246–247쪽.
155. ↑  “Diary entries, 6–7, April 1951, Truman Papers.”. Harry S. Truman Library and Museum. 2011년 6월 6일에 원본 문서에서 보존된 문서. 2011년 6월 5일에 확인함.
156. ↑  Pearlman 2008, 214쪽.
157. ↑  “Relieving MacArthur of his command”. 국립 기록 보관소 재단. 11 April 1951. 13 June 2010에 원본 문서에서 보존된 문서. 25 June 2010에 확인함.
158. ↑  “Historical Notes: Giving Them More Hell”. 《타임》. 1973년 12월 3일. 2007년 10월 12일에 원본 문서에서 보존된 문서. 2012년 1월 17일에 확인함.
159. 1 2  James 1985, 594쪽.
160. ↑  Meilinger 1989, 179쪽.
161. 1 2  Schnabel 1972, 376–377쪽.
162. 1 2  James 1985, 596–597쪽.
163. ↑  “Proposed draft messages to Frank Pace, Douglas MacArthur, and Matthew Ridgway”. Harry S. Truman Library and Museum. April 1951. 2016년 3월 9일에 원본 문서에서 보존된 문서. 2011년 6월 3일에 확인함.
164. ↑  Spanier 1959, 9쪽.
165. ↑  Truman 1965, 444쪽.
166. 1 2  Huntington 1957, 163쪽.
167. ↑  Huntington 1957, 165쪽.
168. ↑  Huntington 1957, 32–35쪽.
169. ↑  “Why Did Madison Write the Second Amendment?”. History News Network. 2023년 4월 9일. 2023년 4월 12일에 원본 문서에서 보존된 문서. 2023년 4월 12일에 확인함.
170. ↑  Huntington 1957, 258–259쪽.
171. ↑  Huntington 1957, 230쪽.
172. ↑  Challener 1973, 77–80쪽.
173. 1 2  Hasluck 1970, 161쪽.
174. ↑  Long 1969, 225쪽.
175. ↑  Hamilton, Alexander (1788년 3월 14일). “Federalist Papers No. 69”. 《뉴욕 타임스》.
176. ↑  Fisher 1995, 32쪽.
177. ↑  Fisher 1995, 29쪽.
178. ↑  Fisher 1995, 34쪽.
179. 1 2  Fisher 1995, 35쪽.
180. ↑  Senate Committees on Armed Services and Foreign Relations 1951b, 852.쪽.
181. ↑  James 1985, 603쪽.
182. ↑  Manchester 1978, 652–653쪽.
183. ↑  McCullough 1992, 1008쪽.
184. ↑  Casey 2008, 235쪽.
185. 1 2  James 1985, 611–612쪽.
186. ↑  “MacArthur welcomed in S.F.”. 《샌프란시스코 크로니클》. 1951년 4월 18일. 1면. 2017년 10월 26일에 원본 문서에서 보존된 문서. 2010년 6월 26일에 확인함.
187. ↑  Casey 2008, 236쪽.
188. ↑  Weintraub 2000, 2쪽.
189. ↑  “MacArthur's Speeches: 'Old soldiers never die...'”. PBS.  1 May 2010에 원본 문서에서 보존된 문서.  7 June 2011에 확인함.
190. ↑  “Pentagon Statement of Relief of Gen. MacArthur, 1951”. Public Broadcasting Service. 19 April 1951. 1쪽.  1 May 2010에 원본 문서에서 보존된 문서. 26 June 2010에 확인함.
191. ↑  “American Experience: MacArthur”. Public Broadcasting Service. 14 May 2011에 원본 문서에서 보존된 문서.  6 June 2011에 확인함.
192. ↑  James 1985, 619–620쪽.
193. ↑  Pearlman 2008, 203쪽.
194. ↑  Wiltz 1975, 167쪽.
195. ↑  “Constitutional Crisis Averted”. 미국 상원. 2020년 11월 24일에 원본 문서에서 보존된 문서. 2014년 1월 30일에 확인함.
196. 1 2  Wiltz 1975, 168쪽.
197. ↑  Pearlman 2008, 210쪽.
198. ↑  Wiltz 1975, 169쪽.
199. ↑  Senate Committees on Armed Services and Foreign Relations 1951a, 732쪽.
200. ↑  Senate Committees on Armed Services and Foreign Relations 1951a, 3601쪽.
201. ↑  Senate Committees on Armed Services and Foreign Relations 1951a, 3602쪽.
202. ↑  Senate Committees on Armed Services and Foreign Relations 1951a, 3605쪽.
203. ↑  Casey 2008, 253–254쪽.
204. ↑  Pearlman 2008, 246, 326쪽.
205. ↑  Jones, Jeffrey M. (2019년 12월 28일). “Who Had the Lowest Gallup Presidential Job Approval Rating?”. Gallup. 2020년 10월 27일에 원본 문서에서 보존된 문서. 2020년 12월 8일에 확인함.
206. ↑  Casey 2008, 327쪽.
207. ↑  Casey 2008, 336쪽.
208. ↑  Foot 1988–1989, 111–112쪽.
209. ↑  Watson 1998, 14–15쪽.
210. ↑  Danner 1993, 14–15쪽.
211. ↑  Owens 1994–1995, 72–73쪽.
212. 1 2 3  Cook 2008, 4–7쪽.
213. ↑  “General on the Carpet”. 《타임》. 1977년 5월 30일. 2005년 11월 17일에 원본 문서에서 보존된 문서. 2011년 6월 3일에 확인함.
214. ↑  Schmitt, Eric (1990년 9월 18일). “Confrontation in the Gulf; Air Force Chief is Dismissed for Remarks on Gulf Plan; Cheney Cites Bad Judgment”. 《뉴욕 타임스》. 2013년 12월 20일에 원본 문서에서 보존된 문서. 2011년 6월 4일에 확인함.
215. ↑  Helene Cooper and David E. Sanger (2010년 6월 23일). “Obama Says Afghan Policy Won't Change After Dismissal”. 《뉴욕 타임스》. 2020년 11월 9일에 원본 문서에서 보존된 문서. 2019년 6월 3일에 확인함.
216. ↑  Thrush, Glenn (2010년 6월 22일). “Obama's real McChrystal problem: Afghanistan plan in trouble”. 《Politico》. 2011년 8월 12일에 원본 문서에서 보존된 문서. 2011년 6월 4일에 확인함.
217. ↑  Public, John Q. (2015년 4월 16일). “Air Force 'Treason' Debacle Reveals Deeper Problems”. Bright Mountain Media. 2017년 1월 18일에 원본 문서에서 보존된 문서. 2017년 1월 17일에 확인함.
218. 1 2  “An old soldier is still in the fray”. 《세인트 피터스버그 타임스》. 18 October 2009.  6 June 2011에 원본 문서에서 보존된 문서.  3 June 2011에 확인함.
219. ↑  “Dereliction of Duty II”. 《The New York Times》. 2012년 2월 11일. 2012년 2월 18일에 원본 문서에서 보존된 문서. 2012년 2월 19일에 확인함.
220. ↑  Davis 2012, 64쪽.
221. ↑  Corbett & Davidson 2009, 58쪽.
222. ↑  Kohn 2011, 29쪽.
223. ↑  Sieff, Martin (2006년 4월 19일). “The Anger of the Generals Unprecedented in Modern Times”. 《Space Daily》. 2011년 5월 14일에 원본 문서에서 보존된 문서. 2008년 8월 22일에 확인함.
224. ↑  Cloud, David S.; Schmitt, Eric (2006년 4월 14일). “More Retired Generals Call for Rumsfeld's Resignation”. 《The New York Times》. 2016년 4월 13일에 원본 문서에서 보존된 문서. 2010년 5월 1일에 확인함.
225. ↑  Baldwin, Tom (2006년 4월 19일). “Revenge of the battered generals”. 《The Times》 (London). 2011년 5월 10일에 원본 문서에서 보존된 문서. 2008년 8월 22일에 확인함.
226. ↑  Roberts, Kristin (2007년 8월 16일). “Rumsfeld resigned before election, letter shows”. 《Yahoo! News》 (로이터). 2016년 3월 11일에 원본 문서에서 보존된 문서. 2011년 8월 8일에 확인함.
227. ↑  Shanker, Thom (2008년 5월 25일). “Top-ranking officer warns U.S. military to stay out of politics”. 《The New York Times》. 2018년 8월 16일에 원본 문서에서 보존된 문서. 2011년 7월 8일에 확인함.